# 銀河お嬢様伝説ユナ
『銀河お嬢様伝説ユナ』（ぎんがおじょうさまでんせつユナ、Galaxy Fraulein Yuna（英文））は、ハドソン及びレッドカンパニーが制作したコンピューターゲーム、およびこれを原作とした一連のメディアミックス作品シリーズである。1992年にハドソンよりPCエンジンSUPER CD-ROM2用ゲームとして発売され、後にPC-FX・セガサターン、さらにPlayStationなどに移植・続編が製作された。
デジタルコミックの名を冠したタイトルであったが当初、好評をもって受け入れられたとは言い難いながらも幅広いメディア展開をし、後の作品に多大に影響しているため、「ギャルゲー文化の金字塔」といった評価も受けている。
『銀嬢伝』（ぎんじょうでん）という略称で呼ばれることもある。同社の別作品に『銀河婦警伝説サファイア』という同スタッフ(ゲームシステムは別)が製作したSTGがあり、本作との直接の関係はないものの『銀河お嬢様伝説コレクション』（PSP）に1・2と共に収録されている。
各作品のキャッチフレーズはそれぞれ、無印は「絶対人気!デジタルコミックの新ヒロイン"ユナ"」、REMIXは「銀嬢旋風!!」、2は「今度もやっぱり命がけ!見せます!やります!何でもします!」、3は「史上最強にして最大の敵、出現!!」。
株式会社ハドソンは2012年にコナミデジタルエンタテインメント（KDE）に吸収合併され、以降KDE及びレッド・エンタテインメントが著作権を保有している。

## 本記事で使用する略称
本記事内では以下の略称を使用することとする（すべて正式なものとは限らない）。
- 『1』…以下作品共通関連
  - PCE版『銀河お嬢様伝説ユナ』
  - 『銀河お嬢様伝説ユナ REMIX』
  - 『PC Engine Best Collection』収録の『銀河お嬢様伝説ユナ』
- 『2』…以下作品共通関連
  - PCE版『銀河お嬢様伝説ユナ2 永遠のプリンセス』
  - 『PC Engine Best Collection』収録の『銀河お嬢様伝説ユナ2 永遠のプリンセス』
- 『3』…以下作品共通関連
  - 『銀河お嬢様伝説ユナ3 LIGHTNING ANGEL』
  - 『銀河お嬢様伝説ユナ FINAL EDITION』
- 『OVA1』…以下作品共通関連
  - OVA『銀河お嬢様伝説ユナ～哀しみのセイレーン～』
  - PC-FX『銀河お嬢様伝説ユナFX 哀しみのセイレーン』
- 『OVA2』…OVA『銀河お嬢様伝説ユナ ～深淵のフェアリィ～』単独関連
- 『無印』…PCE版『銀河お嬢様伝説ユナ』単独関連
- 『REMIX』…『銀河お嬢様伝説ユナ REMIX』単独関連
- 『EP』…PCE版『銀河お嬢様伝説ユナ2 永遠のプリンセス』単独関連
- 『FX』…『銀河お嬢様伝説ユナFX 哀しみのセイレーン』単独関連
- 『LA』…『銀河お嬢様伝説ユナ3 LIGHTNING ANGEL』単独関連
- 『FINAL』…『銀河お嬢様伝説ユナ FINAL EDITION』単独関連
- 『嬢コレ』…『PC Engine Best Collection 銀河お嬢様伝説コレクション』単独関連
- 『Cドラ』…ドラマCD関連(連番は第何作目かを表す)
  - 『Cドラ1』…『銀河お嬢様伝説ユナ <<大熱湯編>> 「春だ!宇宙だ!温泉だ!?」』関連
  - 『Cドラ2』…『銀河お嬢様伝説ユナ 永遠のプリンセス「ユナの一番長い日」』関連
  - 『CドラGWS1〜3、'96』…『銀河お嬢様伝説ユナ GALAXY WAVE』のSEGMENT1〜3、'96関連

その他独立作品の内容は逐次その旨記述する事とする。

## 概要
当初は年間製造タイトル数を確保するため、レッドカンパニー側より提出された企画書をハドソンが承認したもので、一定ファン層に偏った企画であったことから、極めて低予算（1000万）、短期間のスケジュール（半年）、外注と恵まれない状況での制作であったが、期待されていなかった分、制約の無い自由な制作が可能であった事は本作品には有利に働いた。それまでの強い・可愛い・頭が良いの美少女ヒロインアニメやゲームにウンザリしていたハドソンの担当ディレクターが、元々シリアスものだった本企画をギャグ路線に変更させ、ヒロインや登場キャラクターの性格を急遽設定し直した経緯がある。
そのため、初代作品は少数生産ではあるものの、発売と同時に即完売し、再販されたのがメディアミックスが本格化した頃の1995年と、その間が非常に長かったため、プレミア価格が付いていた。その再販版には、公式画集や当該作のPVをHu-Video化したものが収められたディスクが付いており、SUPER CD-ROM2用タイトルの遊び方の部分は、特典ディスクの説明に差し替わってる。
MS少女等で知られる原作者の明貴美加デザインによるバトルスーツ姿のキャラクターデザインは、第1作登場の美少女15人（ユナ、リア及び13人衆）全てのガレージキットが海洋堂から発売されるなど、現在の美少女作品における本格的かつ大々的なフィギュア展開の先鞭を着けた。
本シリーズ中において異色な作品と言えるものは『FX』であり、後述のOVAのほぼ全ての内容が映像ごと流用の形でゲーム内に収録され、戦闘パートやミニゲームを追加の上、アドベンチャーゲームにアレンジされている。本作はPC-FX用のソフトの可能性を探る目的もあり、PCエンジン後継機種としてHu-VIDEシステムに代わる16bit機から見て次世代機となる32bit機のPC-FXの機能としての新しいCD-Video録画再生システムの実験も兼ねていたソフトがいくつか出た時期でもある。PC-FX自体が当時開発されたばかりの新機種である事もあり、ハードの可能性が能く判らない中での模索と試行錯誤の中で生まれた作品である。本作は当時としては普通ならCDメディアでの動画録画としての標準VideoソフトとしてあるCD-Videoをあえて使わずに、PCで行われる動画処理方法を利用した、16bit家庭用ゲーム機向けの動画媒体の一つの方向性を探るものであった。CDメディア化して更に肥大化の一歩を辿る家庭用ゲーム機の一つの可能性を探る、ハドソンとNECホームエレクトロニクスの戦略としては『アニメフリークFX』のように、ビデオアニメと同等品質の動画再生を目指す実験的な手法がいくつか用いられている。PC-FXの市場もあまり大きくなかった上その後の拡販戦略にも失敗した為に、『FX』はシリーズ中最低の売上と云う惨敗を喫してしまった。なお、CD-Videoもその後DVDの出現等により市場から姿を消してしまった技術である（PC上でなら動画圧縮展開技術の違いによりDVDに及ばないが録画再生は可能ではある）。
事実上の最終作である1998年の『FINAL』販売以降、若干のグッズ展開が行われたことのみに留まっている。この背景にはレッドの美少女ゲーム展開の主軸が一部スタッフを同じくする『サクラ大戦』シリーズへと移行した事や、「仮に新作を作るなら（時流に合わせて）恋愛もので」という内部の意見に原作者の明貴美加が強く反対したという逸話が関係者を交えたファン交流会にて語られているが、直接の理由は明確にはなっていない。なお近年ではOVAシリーズのDVD化やPSPへの『無印』&『EP』移植が行われている。

## ゲームシステム解説
本シリーズは『1』発売当初は純正6ボタンパッド未発売だった為に6ボタンパッドでは使わないボタンや機能が多い。『2』以降は対応機種が6ボタンパッド標準機が多く、純正の6ボタンパッドが登場した事もあり全て6ボタンパッド対応となっている。
デジタルコミックという、特殊なゲーム性のソフトのジャンルの為に物語進行を重視し、ゲームによる自由度を敢えて落とした為に、特に『FX』は途中のミニゲーム以外はほとんど素材のOVA1と内容に差異はない。
基本はオーソドックスなADVの選択型コマンド入力方式で物語を進行させて行くが、選択肢如何によっては進行させる物語が別の物語（サイドストーリー）やミニゲームになる事がある。なお『3』ではより視覚的な選択肢が出る場合が多い（移動場面等）。
物語進行の肝となるバトルパートは、『1』はADVパートと同じ形、『FX』では画面下部に表示されるボタンからの選択となっており、『2』では1995年当時の人気システムだったカードバトルになっている。『FX』まではキャラクタの1vs1（タイマン）勝負での体力争奪戦（相手の体力がなくなった時点で勝利）が主体だったが、『3』はジャンルがタクティカルアドベンチャーになったため、バトルパートが正方形ヘックス採用の戦術シミュレーション型となっている。勝利条件を満たす（つまりバトルに勝利する）と次に進む事が出来るが、「ユナが戦闘不能」などといった敗北条件を満たしてしまうと敗北となる。
バトルに敗北するとどうなるかは作品ごとに決められている。『1』と『FX』では負けたバトルを自動的に再バトルすることとなり、『2』と『3』ではゲームオーバーとなり『2』は「CONTINUE（リトライ）」か「GAMEEND（セーブ）」のどちらかになり、『3』は「再バトル」か「タイトルに戻る」のどちらかになる。
また、『1』にはハートのアイコンで表示される「体力ポイント」の他にブーケのアイコンで表示される「お嬢様ポイント」がある。これは「お嬢様としての品位」に関わるポイントで、「いじわる攻撃」で消費され、一定以下に減ると「これ以上のお下劣はできません。」のメッセージと共に使用出来なくなる。「しおらしくする」とお嬢様ポイントは回復する。
『2』のカードバトルで使用するカードの種類は全部で14種類あり、この内「口論」カードは体力ゲージ下の「ごきげんメーター」を増加し境目を示す「エルナーアイコン」を相手側に押し出す。また「ショック」カードは相手に「バトルアーマー破壊イメージ」を投影し「一回休み」にさせる。この二つが品位に関わる。
『3』はSRPGとなり、前作までに戦ったキャラの多くが物語の進行に応じて仲間になり、地球を侵略してきた機械化帝国と戦う。戦闘に参加できるのは8人までで戦闘中のコマンドは（移動・行動（攻撃・アイテム・技）・情報・終了）となる。相手が機械兵/機械人という事もあり特殊攻撃には品位に関わる精神攻撃は採用されていない。なお作中では味方キャラクタは戦闘不能で抑えられ特殊技等で戦線復帰可能（ただし倒された時点でミッション敗北となるユナを除く）。敵側は雑魚の機械兵以外の主要キャラはイベント以外では破壊（死亡）による排除は存在しない。
全作でバトルの結果やミニゲームの結果等で本筋の物語に直接影響しない結果となる場合がある。この場合、最終的な勝利を収めたキャラと違うキャラから物語が進行する。ゲームシステム上『FX』までよりもSRPGの『3』の方がこの傾向が著しい。

## 登場キャラクター
年齢等のプロフィール情報は初回登場時のもの。
神楽坂ユナ/神楽坂優奈（かぐらざか ゆうな）
声：横山智佐
身長158cm・体重45kg・スリーサイズ78cm/56cm/82cm、2283年4月17日生まれの16歳で、血液型はB型(後に『2』でAB型に設定が変更)。
通称「ユナ」。元の東京は第三次星間戦争時の惑星弾道ミサイル落下で壊滅し、首都機能は神奈川県横浜市に移転、ネオ東京に改称。そこの「旧市街保存地域」に一軒家を持っている両親と3人暮らし。ネオ東京の私立白丘台女子高校に通う普通の女の子だったが、友人の応募で出場した「第21回ミス銀河お嬢様コンテスト」でグランプリを取ってしまい、一躍人気アイドルとなる。一方、ある夜に現れた「光のマトリクス」エルナーに自らが「光の救世主」であることを告げられ、「闇」の侵攻から宇宙を守る戦いに身を投じる羽目になった。
性格は、明るくお気楽で天然ボケ。実は寝相もあまり良くない事が『2』冒頭のユーリィとの一件で示唆される。アイドル歌手なのに歌唱力は無く身体も固く、勉強も運動もからっきしだが、敵ですら友人にしてしまう不思議な才能を持っている。ただし油断をすると太る体質らしく、コンテスト時には大変苦しいダイエットをした事をエルナーに暴露する羽目になっている。
グランプリファイルエントリーナンバーは7番である。
第21代ミス銀河お嬢様になった際副賞で入手したイクストロン(後のみけ丸号)が教習機と全く違う操縦形態の為操縦に梃子摺り、エルナーの補佐を受けているにもかかわらず、バルムード到着時は危うく衝突寸前まで行った事がある（みけ丸号及びバルムードにて後述）。
リア演じる『お嬢様仮面ポリリーナ』の大ファンであり、ポリリーナ様ファンクラブ会員番号1番である。番組は毎回欠かさず録画しており、グッズも出来る限りはコンプリートしているという。『OVA1』ではポリリーナトレカ、『3』ではポリリーナスナックに関する蘊蓄を披露し、未入手カードの存在も明言する。なお、ポリリーナに対しては通常以上の（百合）感情を持ち合わせている為に妄想が暴走するきらいもあり、『OVA1』ではこれを利用した罠にはめられた。
名前は父の優一郎と母の奈緒子の名前から一文字ずつ取って付けられた。周りからは「ユナ」「ユナりん」などと呼ばれているが、本名の読みは上述の通り戸籍上は「ゆな」ではなく「ゆうな」である。芸名はニックネームから。
『2』以降は学業の不振から休業中である。ただし『OVA1』冒頭では料理番組出演シーンがある（エル・ラインも参照）。
当初は家は普通の2階建て一軒家であったが、『2』では実はポリリーナの秘密基地が秘密裏に地下に建造され、そのための発進口の偽装の役割も与えられていた。両親の各項で後述する通り、実際に高収入高身分の家庭の『お嬢様』であるが、『深窓の令嬢』ではない。なお、ユナの部屋は2階の一回り小さい区画に設けられている。この部屋は『OVA2』以降、プリンセス号の傍迷惑な目覚ましの標的にされている。
ユナのスリーサイズは、担当声優である横山智佐の第1作当時のものと同じである。
『OVA2』以降、彼女の怒りが爆発すると暴走し、顔面以外の肌が黒くなる。顔は頬脇にマスクのような黒化部がある。
戦闘時には純白と青を基調としたバトルスーツ（ライトスーツ）を着用、剣にも銃にもなる武器「マトリクスディバイダー」、『2』以降は小型改良された「マトリクスディバイダーPlus」を使って戦う。なお本編には一切登場しないが、『REMIXの』ジャケット画像では旧型セガサターン型のバックパックを背負い、左手にコントローラを持っている。
『1』の「いじわる攻撃」は実はマリンモードの方が効果は高い。また、ライトアーマー破壊シーンは暗黒門での対リア戦敗北時のイベントシーンのみである。
『2』のショックカード被害時以外羞恥シーンはないが、口論カードでは結構口が悪くなる。なお、暗黒お嬢様も参照。
『3』ではSRPGキャラとしては極当たり前に近接攻撃と間接攻撃を使用可能。ステータスは平凡だが必殺技は敵全体にダメージを与えるミラージュキャノンが強力、また与えるダメージの総数が固定のため、敵が少ないほど一体あたりのダメージは多くなる特性がある。なお、暴走状態ではユニットの周囲に白い縁取りが付く。
- 『サターンボンバーマン』のバトルゲームに隠しキャラとして客演している。マッチプレー専用プレイヤーキャラで他のキャラに比べて（初期でローラーシューズをひとつ所有している為に）移動速度が早く、操作性も良い為に初心者向けのキャラになっている。なお、ボンバーマンは『1』ではマリアーナの水着コンテストの審査員（審査結果発表役）を務めている。

ユーリィ・キューブ/ユーリィ・キューブ・神楽坂（〜・カグラザカ）
声：高橋美紀
身長157cm・体重46kg・スリーサイズ82cm/58cm/85cm、現在の姿になった（ユナと出会った際、彼女の姿を元に端末が再構成された）のは9月15日だったので戸籍上の誕生日（仮）もこの日。
通称「ユーリィ」。『2』で初登場。社会科見学で月へ来ていたユナが迷い込んだ遺跡に眠っていたアンドロイド（現在はガイノイド）。実は巨大戦艦「永遠のプリンセス」号の誘導をする「ビーコン」を護るガーディアンユニット（その為に本来は無性別）だったが、暴走を始めた「永遠のプリンセス」号を止めるべくユナに協力を依頼する。見た目は赤いセミロングボブヘアのごく普通の女の子だが、額や耳や関節部のカバーなどにガイノイドらしさが残る。性格はお人よしで素直、感性もユナに近いが（デメキン号参照）、はとぽっぽ号にあった防寒着も嬉々として着込んでいた。一方で物凄い怪力を持ちとてつもない食いしん坊（理由は後述）。
目覚めて初めて会ったユナに懐いて、「永遠のプリンセス」事件解決後に地球まで着いて来てしまい、とうとう神楽坂家の養女となり、名を「ユーリィ・キューブ・神楽坂」と改めた。故に戸籍上はユナの妹になる。
実は『Cドラ1』において、旅客宇宙船『バンビー号』のクルーとしてわずかだが先行出演している。キャラクターソングでは彼女の趣味嗜好の高尚さが明らかにる（しば漬けが好き）。
戦闘時には持ち前の怪力と、剣・槍・銃に変化する2本一組の武器「双龍牙」を使う。また、本体の持つ属性複製機能を用い「エル・ライン」の強化パーツを生成し、「エル・ライン・ノイ」としてパワーアップさせることができる。ただし本体の膨大なエネルギー消費を維持するために、端末であるユーリィも大量のエネルギーを必要とし、それ故にものすごい大食いである。そのためにいつもどこかに炊飯ジャーを隠し持っている。戦闘時の回復も炊き立てご飯を平らげて行う。
登場する多くのキャラが膝までのバトルブーツを着用するが、彼女だけは極端に短いブーツを着用しており、足の露出度は突出して高い。
『2』ではHELPカードでランダムに参戦する。口論カードを使うと、流し目&『がきデカ』こまわりの死刑ポーズ（上半身のみ）が見られる。
『3』ではユナと同様の通常技を持つ他に、周囲のキャラを回復させる技ハンドヒーリングを持つ、ただし回復人数に関係なく消費EPが多いため使い所を考える必要がある。ステータスはHPは高いがEP、素早さ、防御は低め。『FINAL』では全体攻撃技が追加された。ルートによっては彼女の食いしん坊により操作不能となるミッションがある。
- 『2』ではSAVE/LOAD時に2頭身キャラが選んだ方のコマンド文字を一口で飲み込む演出がある。

リーアベルト・フォン・ノイエシュタイン(Liabert von Neuestein)
声：冬馬由美
身長163cm・体重48kg・スリーサイズ80cm/58cm/85cm、2283年3月13日生まれの16歳で、血液型はA型。
通称「リア」。もともと「リーアベルト」は男性名であり、なぜ彼女がこの名前を持っているのかは明らかにされていない。「不死鳥のリア」なる通称も持つ。
旧ドイツ伯爵家の子女で、豊かな銀髪を持っている。ユナ同様に「光の救世主」となりえる素質を持っており、超能力を使うことができる。それ故に無印では「闇の女王」に目を付けられ、「銀河一のお嬢様」の座をユナと争うべく差し向けられる。「闇のお嬢様13人衆」の上に立つ「闇の女王親衛隊長」としてユナの前に立ちはだかるが、ユナと触れ合う内に闇の呪縛から解放された。以来、ユナとは親友となる。後にユナの住む白丘台に越して来て、同様にアイドルとなる。姉御肌の性格で、ときに思いつめることもある。
『2』以降は仮面をかぶって【お嬢様仮面ポリリーナ】を名乗って活躍する。なお、前述の通り「ポリリーナ」は同名テレビドラマのヒロインであり架空の人物なのだが、ユナはポリリーナが実在すると信じて憧れているため、リアは実戦時でも「ポリリーナ」として登場することが多い。この場合も、ユナはポリリーナがリアであることに気付かない。
瞬間移動（テレポート）を得意とする元来の超能力者であった。ポリリーナのドラマではこの能力が特撮で表現されている（事にされている）。
戦闘時、ポリリーナはテレビドラマそのままのコスチュームに、ステッキ状武器の「バッキンボー」及びそれを鞭状に変化させる「バッキンビュー」を主に使うが、リアとして戦う場合は純白と赤を基調としたバトルスーツに身を包み、ユナのマトリクスディバイダーによく似た武器「ライト・マウザー」を使う。
『1』バトル時にはほぼユナと同じ攻撃をする。ただし「いじわる攻撃」はリアの方が品がある。
『2』はユーリィ同様HELPカードでポリリーナとしてのランダム参戦となる。口論カードを使うと、ドラマの名決め台詞が登場する。
『3』以降からリアとして戦わなくなる。序盤でポリリーナとしてミキのピンチに登場し、そのまま仲間として戦闘に加わる。各能力が平均以上であり、戦闘では大黒柱的な存在である。遠距離攻撃、ESPヒーリング、テレポートが使える。仲間を2手に分けるミッションではユナとポリリーナが各部隊のリーダーとなり、戦闘不能が敗北条件となる。
マップによっては参戦できなかったり、ESPを使用する技が使えない場合がある。
- 『お嬢様仮面ポリリーナ』の初登場は『Cドラ1』で、ユーリィと一緒である。そのモチーフは『美少女仮面ポワトリン』、名前の由来は脚本家のあかほりさとるのニックネーム。

ミルキー
声：冬馬由美
『2』から登場する、ポリリーナ（リア）の作成したペットのロボット猫。動力源は単2電池（本数不明）である。戦闘時にはポリリーナが使う「バッキンボー」（近接/ブーメランとしては遠隔）「バッキンビュー」（遠隔）に変形する。ポリリーナ（リア）のサポートの他に『3』ではエレメントフェアリィ号のナビゲータを務める。また、変形しないでそのままの体当たり「ミルキーアタック」はポリリーナ最大の必殺技である。
- 『3』のメッセージウィンドウのプロンプトやローディング画面キャラにもなっている。

一条院美砂希/一条院ミサキ（いちじょういん ミサキ）
声：こおろぎさとみ
身長160cm・体重48kg・スリーサイズ80cm/57cm/80cm、2282年2月28日生まれの17歳で、血液型はA型。
『OVA1』で初登場。ユナの通う白丘台女子高校にやってきた「一条院美砂希」（読みは同じ）という名の謎の転校生。実は「セイレーン」のコードネームを持つ銀河連合評議会安全保障理事局特別A級捜査官で、銀河反逆罪の容疑がかかったユナを秘密裏に調べるためにやってきた。
調査を進める内に疑いを濃くし、一度はユナを逮捕・拘束するが、続いて捜査を進めるうちフロイライン・Dの陰謀に気付き、ユナと共に立ち向かう。慎重な性格である一方、思い込みが激しい。『OVA1』では影のある役どころだったが、後の作品では明るい面も見せている。
姿は2本に分けた藍色の髪を持ち、シンプルなバトルスーツを着用。リニアレールガンを使った射撃が得意で、格闘戦も出来る。バトルスーツは赤主体の配色でHUDゴーグルは透明緑。調査員である為に配色は変わっているが、評議会制式の範囲を超えていない為に、個人向けの大きな適正化改造（いわゆるカスタマイズ）はされていないと考えられる。乗機のリコリス2は評議会の制式機体。
『3』でも射程の広い通常攻撃と強力な攻撃技、さらにテレポートも持っており、主戦力の一人。ただしHPは低く、直接攻撃にやや弱いため不用意に前に出すとあっさりやられるので注意。彼女もポリリーナと同様に参戦できないミッション、テレポートが使えないミッションがある。
プリンセス・ミラージュ
声：水谷優子
身長163cm・体重45kg・スリーサイズ83cm/61cm/86cm。
形式名称「カルチャー・コンピュータ第3号」。『2』で初登場。巨大戦艦「永遠のプリンセス」号のメインコンピュータであり、プリンセス・ミラージュは質量のあるホログラムとして姿を具現化した同艦の艦長である。かつて隆盛を誇った銀河文明によって人々の争いを抑止すべく強大な力を持ち生み出されたものの、当の文明は醜い争いによって滅亡してしまい、目的を失った彼女は艦隊と共に銀河をさまよいながら「悪」を見つけては惑星ごと破壊して回っていた闇の正義の意思の具現者となっていた暴走する自称正義の存在だった。
ユナとエリカが誤って作動させた月のビーコンによってその矛先を地球へと向けるが、ユナとユーリィらの活躍によって阻止される。ユナの心に触れたミラージュもまたユナの友達となり、現在は地球の衛星軌道上からユナを見守りつつ、毎朝傍迷惑な「目覚まし」を行っている。
- プリンセス・ミラージュは藤島康介によりデザインされている。

永遠のプリンセス号
プリンセス・ミラージュの意思によって動く、全長12kmにもおよぶ超巨大宇宙戦艦。数km級艦多数からなる艦隊の旗艦でもある。装甲は「エル・ライン」の攻撃が通用しないものであり、搭載する最大火力「スタークラッシャーボム」は惑星をいとも容易く破壊してしまう威力を持っている。暴走中、「古代文明のリューディア」率いるマーニアス艦隊をあっさりと撃破し、彼女らが新国家を建設しようとしていた惑星をも消滅させてしまった。さらに後の『OVA1』では、銀河連合評議会安全保障理事局本部コロニーを包囲したフロイライン・Dの「暗黒艦隊」をリューディアの艦隊と協力して撃破、ユナ・ミサキの窮地を救った。
- その他の情報は後述記事も参照。

### 光のマトリクス
光の救世主であるユナの分身であり、闇と反する存在。本来は「光と闇の戦い」以外には干渉出来ないはずだが、ユナが事件に巻き込まれるたびに彼女を援護するために力を貸す。エルナー・エリナ・ジーナ・マリナの4体が合体することで、巨大ロボ「エル・ライン」となる。
エルナー
声：山本百合子
通称「英知のエルナー」。身長18.5cmで、ユナの手のひらに乗るほどの大きさ、ロボット風の頭と胴体に羽が生えた妖精のような姿で、常に宙に浮いている。性格は生真面目で、ユナのお気楽ぶりにいつも気を揉んでいる。ある夜、ユナのもとを訪れて彼女が「光の救世主」であることを告げ、以来、「闇」を始めとする彼女の戦いをサポートし続ける。
変形し巨大化すると造形上はエル・ラインの頭部・肩装甲・胴体・上脚部を形成する。
カーソルプロンプト等のアイコンとしても頻出している。
マトリクス3人娘
ユナの欠損している能力や戦闘時の不足要素を補う事を目的とした、光のマトリクスのアンドロイド（女性型を意味する用語である『ガイノイド』は作中で使用されていない）および強化パーツ。ただしライトスーツの各フォームは『1』でしか活躍出来なかった。
ジーナ
声：中村尚子
身長170cm・体重56kg・スリーサイズ82cm/60cm/89cm。通称「大地のジーナ」。大地を司る能力を持ち、ユナと合体することで彼女のライトスーツをパワードフォームへと変化させ、地上滑走能力とビーム砲による強力な攻撃力を付与する。性格は大人しく控えめで、どちらかといえば無口な方。趣味は読書と木や花の世話。
なお『1』では、パワードフォームのユナはジーナと干渉する為に「いじわる攻撃」が使用不可能になる。
マリナ
声：鈴木砂織
身長170cm・体重56kg・スリーサイズ80cm/60cm/88cm。通称「海のマリナ」。水の安定を保つ能力を持ち、ユナと合体することで彼女のライトスーツをマリンフォームへと変化させ、ほぼ泳げないユナでも水中戦を可能にし、速射小型魚雷での攻撃能力を付与する。優しい性格で、細やかな感性を持っているはずだが時たまきつい一言（毒舌）がこぼれ落ちる。趣味はスキューバダイビング。
エリナ
声：萩森侚子
身長170cm・体重56kg・スリーサイズ78cm/58cm/83cm。通称「空のエリナ」。風を起こす能力を持ち、ユナと合体することで彼女のライトスーツをフライトフォームへと変化させ、空・宇宙での活動を可能にし、手首の小型バルカン砲での攻撃能力を付与する。性格は軽く、行動的でおしゃべりのため、話し出すと止まらない。趣味は自己飛行速度記録の更新。
大地のジーナはお茶の佳華と六本木の舞とロックの姫の守る機械の惑星・フリントの核部分に封じられていた。海のマリナはおっとりの詩織とバイオリンのアレフチーナの守る密林の惑星・ルーリーズスの湖に封じられていた。空のエリナはチャイナの麗美が守るブラックホール・GNC-01089に封じられていた。ここに行くためには、ユナは超重力の影響を防ぐために家柄と血筋のルミナーエフの仮面（バタフライマスク）が必要だった。
3人娘は実はお笑いが大好きで、漫才トリオ「パンプス」を結成し、『CドラGWS』でトリオ漫才を披露している。
3人娘は人間形態を取っても周囲からは機械生命体であることが判らない。そのため、3人は実は地球でひそかにユナをサポートしていた。それが明らかになるのは『OVA2』内である。そして最後、デモスローズとの最終決戦で大破してしまい、以後、『3』で最終決戦直前まで戦闘に参加できなくなる。
エルナーは3人娘と違い、人間体が存在しない。
なお、彼女達の全ての変形はライトスーツとの合体変形を含め光物質変換機能で行われる為に、変形はいわゆる「アニメの嘘」で表される。

### 闇のお嬢様13人衆
「闇のお嬢様13人衆（暗黒お嬢様13人衆、単に“13人衆”とも呼ばれる）」は、『1』にて「闇の女王」の洗脳を受け、ユナに敵対した13人の少女たちである。彼女ら13人の上には、「闇の女王親衛隊長」としてリアが居た。「闇の女王」戦が終わった後、リアを含めて全員がユナと友達となり、後の作品では味方として活躍する。なお、リューディア以外12人は500もの恒星系から勝ち残った「第21回ミス銀河お嬢様コンテスト」グランプリ出場者ファイナリストで、コンテスト終了後には行方不明と報じられていた。
『2』でもHELPカードのランダム参戦メンバーの中にいる。ランダム参戦であるので誰が登場するかは実際参戦するまで判らない。なお、一部の配役は兼ね役声優の関係上『3』と同じである。
『3』では漸く実力を発揮出来る事になる。ただし中には登場時に豪い災難に見舞われている者が何名かいて、戦闘時はその鬱憤を晴らすべく本性を発現するユニットになる。
- 葉子、かえで、エミリーの三人は『3』中盤[7]の隠しキャラなのだが、三人を仲間にする為には、機械化惑星に行く前までに仲間に加えないといけない。

水野葉子（みずの ようこ）
声：冬馬由美
身長160cm・体重48kg・スリーサイズ78cm/57cm/85cm、2283年1月5日生まれの16歳で、血液型はA型。
エルナーがユナのもとを訪れた夜、白丘台を襲い、ユナの初陣の相手となった。両方の髪を赤いリボンで結んだ長めのツーサイドアップ。白丘台の隣町の名門女子高の生徒で、思い込みが強い性格。コンテスト荒らしが趣味で、「銀河お嬢様コンテスト」にもエントリーして、ファイナリストにも加わっていたが、最終的にユナに負けたことを逆恨みし、そこを闇に利用されてしまう。「オーディションのヨーコ」なる通り名もあるが、一般には本名か「ミヅノヨーコ」とカタカナ表記で称される。
グランプリファイルエントリーナンバーは8番でユナの左隣に並んでいた。
後の作品ではあまり目立たない扱いを受けている。おまけに演じた当の本人もすっかり忘れていたらしく、後にゲームのプロモビデオを見たときに「やかましー女の子の声を聞いて、誰だコイツ、とか思ってたらアタシだったんですよねー（汗）」とコメントしている。さらに『3』では隠しキャラであり、登場早々にユナにこの件（つまりすっかり忘れていた事）で噛み付いていた。
赤と橙色を基調とし翼の付いたバトルスーツを着ており、光の剣「ライトセーバー」や腕から発する100万ボルトの雷電球「プラズマリッガー」で戦い、ユナとの戦闘時には戦闘後、白丘台が目茶目茶になるほどの被害を出していた。
『1』では冒頭からユナを名指しで呼び付け、戦闘時もイベントシーンとほぼ同じテンションである。「いじわる攻撃」ネタももっぱらオーディション関係になる。
『2』のHELPカードキャラとしては確率が極めて低い側で、SURクラス。
『3』では中盤で訓練惑星の一つに隠しキャラとして登場。近接攻撃タイプであり、強力な技を持つなど攻撃力は高いものの、防御力は低い。また仲間になるのがかなり遅いため、訓練で育成しておかないと戦闘メンバーに加えにくい。
弓岡かえで（ゆみおか かえで）
声：鈴木砂織
身長159cm・体重47kg・スリーサイズ78cm/57cm/83cm、2282年12月3日生まれの16歳で、血液型はAB型。
ユナが所属するアイドル事務所「ビーナスプロ」の先輩アイドル。元々ユナより人気があったが、ユナの方が人気が上がるにつれ、それを妬む心を闇に利用されてしまう。ユナに脅迫状を送りつけたり照明を落としたりと嫌がらせや虐めをしたあげく、ユナの担当でもある自らの担当マネージャー・石川を人質に取ってユナに戦いを挑んだ。「アイドルのかえで」なる通り名があるが、ヨーコ同様に本名で呼ばれることが多い。彼女も後の作品では目立たない扱いを受けており、『Cドラ』ではそれをネタにされている。
白と薄い紫を基調とした、ユナのライトスーツに一見似たバトルスーツを着用、敵を気絶させる剣「スタンソード」と、腕部装甲を剣に変える「アーマーソード」を武器とする、白兵戦向きの暗黒お嬢様。
『1』の「いじわる攻撃」でのかえでの攻撃は先輩の後輩イビリとなる。
『2』のHELPカードキャラとしては確率が低く、SURクラス。
『3』では中盤TV局に隠しキャラとして登場。基本能力は低く近接戦闘には向かないが敵全体にダメージ+マヒ効果を与える技スタンオールが強力。
勅使瓦マリ（てしがわら マリ）
声：南場千絵子
身長161cm・体重47kg・スリーサイズ82cm/58cm/85cm、2283年6月9日生まれの15歳で、血液型はO型。
通称「お花のマリ（おはなのマリ）」。ユナが副賞で貰った宇宙巡航艇（スペースクルーザー）・イクストロン（後のみけ丸号）のコクピットを生花で埋め尽くすという常軌を逸した登場のキャラ。「勅使瓦流」という華道の18代目師範。花をこよなく愛し作法も良いが、自己中心的な性格である。彼女も後の作品では目立たない扱いを受けている。
グランプリファイルエントリーナンバーは6番でユナの右隣に並んでいた。
白を基調とした振袖を思わせるバトルスーツを着用、その背には巨大な花弁を思わせるスラスターを装備する。手にしたバラを武器として使い、ローズチップやフラワーミストといった技を使う。
『1』の「いじわる攻撃」でもコクピットでのやり取りに絡んだ口論となる。ジコチューな性格はユナにとっては脅威。
『2』でもHELPカードでの登場率はSURクラスの低さ。
『3』ではウララーカに行くと仲間になる。状態異常を引き起こす間接攻撃で戦う。HPは全キャラ中最低ランクのため敵に狙われないよう注意が必要。なお、彼女がいないウララーカ戦前半では巨大障碍物のミンミン草は駆除出来ない。次元サルガッソーでのミッションでは洗脳された味方が敵であり、倒してはいけないため彼女の行動不能技が役に立つ（逆に不在の場合はユーリィや詩織などの動きが遅いキャラが逃げ切れずに犠牲になることが多い）。
茶恵原佳華（さえはら よしか）
声：中村尚子
身長157cm・体重45kg・スリーサイズ80cm/58cm/83cm、2283年10月21日生まれの15歳で、血液型はO型。
通称「お茶の佳華（おちゃのよしか）」。カルディア恒星系の人工惑星・フリントでは酸性雨の中、野点場を構えて登場。「銀渓流」という茶道作法を会得する名門子女で、普段は白地に桜模様をあしらった振袖を着ているなど見た目はお淑やかに見えるが、ユナに腐ったお菓子を食べさせたり洗剤入りのお茶を飲ませたりと実は非常に意地悪な性格。
グランプリファイルエントリーナンバーは9番でヨーコの左隣に並んでいた。
バトルスーツは真紅を基調とするもので一見すると茶道とは無関係な姿になるが、その武器は「レーザーウォーター」を撃ち出す柄杓（ひしゃく）や、茶せんミサイルなど。背中から伸びたバインダーは振袖のイメージ。
『1』では「いじわる攻撃」も野点場でのやり取りに絡むものとなる。
『2』のHELPカード参戦確率はほぼSURレベルである。
『3』ではオイシーヤに行くと仲間になる。消費EPが少なめで高威力な遠距離攻撃技「茶筅ミサイル」が使いやすい。ただしHPなどの基本能力は低いため接近戦は苦手。彼女が出て来るまでは罠にハマり食べ物に釣られて孤立・徘徊するユーリィを阻止出来ない。また、このマップではユーリィ戦闘不能が敗北条件の一つとなる。
徳大寺舞（とくだいじ まい）
声：原亜弥
身長171cm・体重53kg・スリーサイズ86cm/61cm/89cm、2280年8月27日生まれの19歳で、血液型はB型。
通称「六本木の舞（ろっぽんぎのまい）」。ユナや他の（地球人の）主要登場人物よりもお姉さん（『1』では唯一の女子大生）なのだが、「イケイケギャル」である。常にボディコンを着て「ネオ・ジュリアナ」で踊ることを楽しみとしている。また、夜遊びとドライブも好き。なぜ「闇の女王」に見込まれたかは不明。初登場はプランター星系・マリアーナの海岸で、ユナとは都合3度も対戦した。
高飛車で他人の話を聞かない性格なのに、『2』では教育実習生として、それ以降の作品ではユナの担任の新人教諭として白丘台女子高で教鞭を執っている。年齢のことも合わせ、事実上のリーダー格となっている。「暗黒お嬢様13人衆」では、後の作品も含めて最も目立つ存在。そして、『2』冒頭では一人だけ月面遺跡廃墟に取り残され、『3』では朝からお腹を壊して授業が自習になる等、結構運の悪い方でもある。
お友達の中ではユナが最も苦手とするタイプだが、舞の方からはちょっかいを出さずにいられないらしく、よく喧嘩をしている。自分がユナの悪口を言うのは構わないが、他人がユナを悪く言うのは許さないという一面も。リアルファイトに負けたからといえ水着引換券を渡す等面倒見も良く姉御肌でもある。ユナからは立場を超えて「ちゃん付け」や「呼び捨て」をされるほどで、ユナにとっては「姉妹喧嘩の出来る姉」のような立ち位置らしい。
戦闘時には兎耳の付いたヘッドギアに、バニーガールのようなバトルスーツ（戦闘の度に強化される）を着用し、金（メタルシャフト）のアイアンを振り回す。『1』で強化された際には両肩に琥珀色の巨大な玉が備わり、以後これが基本形態となる。
『1』では最初の強敵。しかも、「いじわる攻撃」は彼女の本領発揮。
『2』でも主要キャラの一人として登場し、HELPカードでのランダム参戦時の登場確率は3番めとなる。口論カード時は彼女の独擅場。
『3』では序盤で仲間になり、高いHPで壁役になるが、中盤以降は技防御の低さが弱点となる。特殊技も敵を麻痺させる「爆光球」以外はトリッキーなものが多く使いにくい。通常技のアイアン攻撃は強力で接近戦で有利に戦える。
綾川姫子(あやかわ ひめこ)
声：鳥海喜美子（『1』）、山崎和佳奈（『Cドラ1〜2』の間）、萩森侚子（『3』以降）
身長160cm・体重47kg・スリーサイズ78cm/58cm/84cm、2284年7月18日生まれの14歳で、血液型はA型。
通称「ロックの姫（ロックのひめ）」。初登場は機械の惑星・フリント。ロックンローラーを自称するが、楽器演奏も歌も下手。20世紀のパンクを思わせるファッションセンスや粗野な言動などツッパって見せているが、ユナに「今時パンクなんてださーい」と言われると、思わず「そ、そうかな…」と返してしまうなど、実はとても素直な性格。ユナより2歳年下で、主要登場人物中最年少である。
バトルスーツもその趣味を体現するかのような黒を基調とするデザイン。手首から打ち出すチェーンによる攻撃と、マイクで歌うことによって相手に超絶音波（要するに物凄く大きく物凄く不快な音）で鼓膜と精神の両方からダメージを与える攻撃をする。
『1』ではロッカーらしくやんちゃな攻撃をする。「いじわる攻撃」もロック。
『2』のHELPカードでの登場率はSURクラスの出難さ。
『3』では天星でのミッション中に登場、通常技が2マス攻撃の近接タイプ。特殊技は味方の攻撃力を上昇させるものを持っている。
神宮寺詩織（じんぐうじ しおり）
声：國府田マリ子
身長156cm・体重42kg・スリーサイズ77cm/56cm/82cm、2283年9月4日生まれの16歳で、血液型はB型。
通称「おっとりの詩織（おっとりのしおり）」。
初登場はカペ恒星系の密林の惑星・ルーリーズス。ポリリーナを除くとユナから最も尊敬される人物で、ユナを凌ぐトロさとニブさを併せ持つ。語り口調もとてもスローモー。文字通りおっとりした性格だが、車のハンドルを握らせると性格が一変、スピード狂となる（『Cドラ1』で発覚）。
「暗黒お嬢様13人衆」では、舞・麗美らと共に後の作品でも目立つ存在である。『1』では、セリフをカットすることができなかったため、まちがえて同じ選択肢を選んでしまうと、まったく同じセリフをあのテンポで延々と聞かされるハメに陥る。演じた國府田は「やっててイライラしました（笑）」とコメントしている。
バトルスーツはピンクを基調とした全体として可愛らしいデザイン（猫耳状のヘッドギアにハート型をデザインした胸当てなど）だが、中でも背中の「カメさんアーマー」の防御力は13人衆でも最高を誇る。見かけによらず高性能であり、後に『OVA2』にて妖機3姉妹が現れた際にも反撃を行っている。
『1』のバトルパートの特徴は、「カメさんアーマー」の使用法が明らかになる所である。また、「いじわる攻撃」はお互いにニブトロを競い合う形になる。
『2』のHELPカードでの登場率はエミリーの次になる。しかし、エミリーで既に出現率がRクラスにまで落ちているので、彼女の出現率もRクラスになる。
『3』では初戦闘から加入、通常攻撃は射程が長く、攻撃力も高い。反面素早さが全キャラ中最低であり、HP、直接防御力も低いため、敵から逃げるタイプのマップでは苦戦を強いられる。ただし高い攻撃力を活かし後方からの増援部隊を阻止する活躍が出来る他、逐電は出来ないものの奇襲部隊でも活躍する事も可能。
アレフチーナ・ミハルコフ(АЛефчина МихаЛковна)
声：萩森侚子
身長163cm・体重49kg・スリーサイズ81cm/60cm/86cm、2282年3月26日生まれの17歳で、血液型はAB型。
通称「ヴァイオリンのアレフチーナ」。詩織と同じく密林の惑星・ルーリーズスにて初登場。モスクワ交響楽団のヴァイオリニストを祖母に持つロシア名家の子女で、彼女自身もヴァイオリンでは右に出る者がいないと言われる実力者。音楽への思い入れが深いクラシックお嬢様で、音楽に関心の薄い人（ユナを含む）へは容赦が無い。ルミナーエフ同様のスラブ系のお嬢様の面子。
初登場時はピンクのドレスを着ていたが、戦闘時には茶色を基調とするバトルスーツを着用する。ヴァイオリンを武器とし、ヴァイオリンボウ（弓）を剣のように振るう近接攻撃の他、子守唄やレクイエムなどの曲を演奏することによって音波攻撃を行う。本来はユナも感心する位にとても上手。
『1』ではクラシックの蘊蓄を披露するが、バトルパートでは「いじわる攻撃」でもクラシックに疎い所を突かれる。ユナの方はそれこそ「へたくそ」呼ばわりするからこの攻撃は下品。
『2』のHELPカードでの登場率はルミナーエフに近い出現率の低さで、この辺で既にURクラスになる。
『3』ではアッチーヤに行くとミッションの途中で登場、通常攻撃能力は低いが、相手を眠らせる「子守歌」は次元サルガッソーのミッションで特に役立つ。LVを上げると覚える範囲攻撃「鎮魂歌」と戦闘不能キャラを全て復活させる「復活祭」が便利だが、経験値を得づらいキャラのため育成は苦労する。
ルミナーエフ・ド・クロソウスキー(Луминаева до Кросовская)
声：山田真木（『1』）、永島由子（『Cドラ1〜2』までの間）、原亜弥（『3』以降）
身長163cm・体重52kg・スリーサイズ84cm/61cm/86cm、2281年2月8日生まれの18歳で、血液型はO型。
通称「家柄と血筋のルミナーエフ（いえがらとちすじのルミナーエフ）」。初登場は詩織やアレフチーナと同じルーリーズス。旧ロシア帝国時代の貴族の末裔。アレフチーナ同様のスラブ系のお嬢様の面子。とても気位が高く、高貴な（そして極めて整った）素顔を平民に晒さぬように、普段着でも「バタフライマスク」（蝶の形をした仮面）を着けている。またサディスティックな面もあり、その風貌や性向から「女王様」または「女王様のルミナーエフ」とも呼ばれ、それが定着してしまった。なお、『3』ではツベテイで最初氷柱として登場しているが、それが故に誰も気が付いてくれない。
バトルスーツはボンデージ風の黒を基調としたもので、その武器も「クレッセント・ビュウ」（後に「女王様の鞭」）と称する鞭や、鉄扇などである
『1』のバトルパートどころかADVパートからSM紛いの台詞が飛び交う、危ないシークエンスとなる。「いじわる攻撃」は確実にSMネタが飛び交う。
『2』のHELPカードでの登場率はアレフチーナ同様のURクラス。
『3』ではツベテイに行くとミッション中に仲間になる。通常攻撃は2マス、技は遠距離攻撃を持っており、全キャラ中最高のクリティカル率を持っているが、技防御がかなり低いので注意。
紅麗美（ほぁん りーみん）
声：原亜弥（『1』〜『Cドラ2』の間）、岩坪理江（『2』以降）
身長162cm・体重48kg・スリーサイズ78cm/56cm/84cm、2283年7月16日生まれの15歳で、血液型はA型。
通称「チャイナの麗美（チャイナのれみ）」。初登場はこと座付近のブラックホール・GNC-01089。上海出身で拳法を学ぶ中国上流家庭の子女。性格はおっちょこちょいで喧嘩っ早く、飲茶が好き。また、『水滸伝』の大ファンらしい。協和語を話す。『1』で闇の支配から解放された後は、『2』ではセンプーにある実家の「紅大飯店」の手伝いをしている。
バトルスーツは紫を基調とするもので、刺のついた大ぶりの肩当て以外はシンプルなデザインである。武器は、手に持つ「閃空槍」と称する槍、及びその身につけたファイブアニマルカンフー・浄気拳（じょうきけん）・集気拳（しゅうきけん）といった拳法である。なお、槍の他に大き目の金色の円盾も持っている。
『1』の「いじわる攻撃」では『北斗の拳』等の拳法漫画パロディがある。
『2』では舞に引き続き4番目にHELPカード参戦率が高い。ただしそれはセンプーに行く前の話までは通用しない。理由は後述。
『3』では1章の繁華街でのミッション中に仲間になる、やや離れた場所に登場するため孤立しないよう注意が必要である。舞と同様に高いHPを持つ近接攻撃タイプながら防御が低いのが弱点で中盤以降は参戦させても活躍できないまま倒されることも多い。味方の状態異常を回復させる「浄気拳」は便利なので補助役としてはそれなりに使える。攻撃技の「ファイブアニマルカンフー」はレベルが上がると範囲が広がり強力だが覚えるレベルが25と遅く、またボスクラスの敵には通じないことも多い。
リューディア・フレイルド・ルイーズ・マーニアス3世
声：南場千絵子
身長163cm・体重46kg・スリーサイズ84cm/58cm/88cm、6月3日（地球暦換算）生まれの推定2500歳前後（コールドスリープにより、肉体年齢は16-17歳）で、血液型はA型。
通称「古代文明のリューディア（こだいぶんめいのリューディア）」。地球暦で紀元前のころ、遥か離れたプランター星系第4惑星"水の惑星・マリアーナ"で過去栄えていたマーニアス海上国家の王族の末裔。彼女もまた、ユナやリアと同じく「光の救世主」となり得る存在だったが、それを察した「闇の女王」に捕らえられ、マーニアスは滅ぼされてしまう。「闇の女王」に王国再建と引き換えにユナ抹殺の使命を与えられる。
両肩に装備された「マトリクス・キャンセラー」で、ユナと光のマトリクスとの合体を強制解除し、剣一本で真正面から戦う正統派の戦士。亡国の姫として戦うが、一つの国の存亡という少女が背負うには重すぎる十字架に押しつぶされるようにユナに敗北。ユナに心を救われ、以来、先代「光の救世主」としてユナの協力者となる。
「闇の女王」が敗れ去った後は、マーニアス本星の海底で眠っていた艦隊と共に新たな地を目指して旅立ったが、『2』冒頭で暴走する「永遠のプリンセス」号と交戦、せっかく見つけた新天地を消滅させられてしまう。しかしそれでも探索を続け、同事件が解決する頃にはまた新たな新天地と出会った模様である。さらに後、『OVA1』ではフロイライン・D率いる暗黒艦隊によって銀河連合安全保障理事会が包囲された時、「永遠のプリンセス」艦隊と共に艦隊を率いて現れ、ユナやミサキの窮地を救っている。
性格は悲運の王族らしくとても頑固で影があったが、ユナと出会ってからは明るさも見え始めている。
彼女のバトルスーツは金色に輝くいかにも古代文明然とした由緒溢れるもので、赤いマントも特徴的である。宝冠の額当てには眼をあしらった細工が施されている。王族に相応しい迫力のある中尺の幅広剣を携えている。
『1』のバトルは貴重な単騎決戦であり、彼女のバトルシーンはこれでしか観られない。「いじわる攻撃」も気品溢れるものとなっている。
『2』では冒頭の事件で行方不明になるので後半山場以前は登場しない。HELPカードの参戦も無し。
なお、彼女もプリンセス・ミラージュ同様に艦隊を率いている姿で描かれることが多く、もっぱらマーニアス艦体旗艦エンデ・ベリウム上からユナを見守っているため、シミュレーションRPG風となった『3』では彼女自身はユニットとしては使えず、代わりに情報提供と発見した仲間の転送、どこにいても状況の保全（つまりセーブポイント）及びアイテム売買が出来るアイテムショップの役割を担っていた。補給が重要な戦術ゲームになった『3』においては後方兵站（ロジスティック）担当の貴重な存在となった。ただし、アイテムショップの店員役を上手に演じてもいる。
エミリア・フェアチャイルド(Emilia Fairchild)
声：鈴木砂織
身長163cm・体重49kg・スリーサイズ81cm/60cm/87cm、2283年5月10日生まれの16歳で、血液型はAB型。
通称「教養のエミリー（きょうようのエミリー）」。髪がブラウンなので一見すると日本人のようだが、実はネオアメリカ出身（瞳はブルー）。数多くの博士号を持つインテリお嬢様だが、学問を美徳とするあまり、他人を見下す傾向がある。ティアン星系の木星型惑星・バルムードにある空中図書館に司書として勤務している。また、シリーズを通して主要人物中唯一の眼鏡着用キャラ（いわゆる眼鏡っ娘）でもある。
戦闘時は紫を基調とする軽装型バトルスーツを着用。頭部の「インテリジェント・コム」でそのあふれる知性をエネルギーに変換して攻撃する。アメリカ人系列ではあるが、日本及び東洋の文化にも詳しく、「縦横無尽」「満場一致」「一網打尽」などの四字熟語攻撃を得意とする。
『1』でのバトルは「縦横無尽」しか使わない。「いじわる攻撃」では頭脳派らしい攻撃をする。
『2』では実は麗美が登場するセンプー『火鳥亭ハワイアンセンター』以前のHELPカードでの登場率は舞に次ぐ高さであるが、麗美登場と同時にその座を麗美に奪われる形となるので、登場確率は5番目になる。ただし、ここからの登場確率は極端に低くSRクラスとなる。
『3』では中盤まで進んだ後特定の場所に行くと隠しキャラとして加入し、高いEPと強力な全体技である四字熟語の言霊に秘められた力を持つ範囲攻撃技や全員を自分と同じHPにするといった特殊な技を持つ。
綾小路沙雪華（あやのこうじ さゆか）
声：國府田マリ子
身長162cm・体重49kg・スリーサイズ80cm/57cm/86cm、2283年3月3日生まれの16歳で、血液型はAB型。
通称「高貴な沙雪華（こうきなさゆか）」。日本の旧華族の子女で、華族の礼法を学んでおり礼儀は13人衆で最も正しい一方で、他人に対しては冷徹。日本舞踊が得意。初登場は暗黒門の内側になる門前（門の闇の世界側）。ユナに心を開いたリアをバトルスーツを着用することなく倒すほどの実力の持ち主。
金色を基調とした彼女のバトルスーツは、闇の女王が直々に彼女に与えたものである。武器はその身から発するオーラパワーおよび各種のビーム類。13人衆ではリアと同等クラスの実力を持っている。
『1』の暗黒お嬢様最後の刺客であり最強の戦士であるが故に、仲々の強敵。「いじわる攻撃」も気品溢れるが、反対にユナは最初から最後まであまり変わらない。
『2』はほぼ完全な隠しキャラ状態。しかも登場確率は13人衆で最低のHUSRクラス。
『3』では後半の選択次第で仲間に出来る。最強クラスの実力の持ち主で、攻防にバランスが良く、回復技も使える。ポリリーナとのコンビは正に鉄壁。彼女を仲間にした場合、終盤のとある高難度ミッションにも参戦させることができる。

### エリカ7（セブン）
『Cドラ2』及び『2』にてユナのライバル、または敵として登場した1+7人。エリカを中心に、彼女を慕う各部活動のエースばかりで構成された取り巻き集団（香坂親衛隊）で、当初は「永遠のプリンセス」号とは無関係だったが、ビーコン起動後にプリンセス・ミラージュによって操られ、その進路を護るガーディアンとして利用された。「永遠のプリンセス」号事件解決後は、ユナの友達としてしばしば行動を共にする。なお、エリカ以外は口論カード時に部員がヤジで参戦している。
- 実は『Cドラ1』でバンビー号に密航していたらしく、その件をユーリィが示唆している場面がある。

香坂エリカ/香坂絵璃香（こうさか エリカ）
声：矢島晶子
身長164cm・体重48kg・スリーサイズ83cm/59cm/85cm、2283年2月8日生まれの16歳で、血液型はO型。
通称「エリカ」。銀河一と言われる「香坂財閥」の令嬢。かつてユナがグランプリを取った「第21回ミス銀河お嬢様コンテスト」のファイナリストの一人であったが腹痛により欠場・不戦敗を喫し、優勝者であるユナを逆恨みしていた。月で社会科見学に来ていたユナと再会して喧嘩になり、月のビーコンを作動させてしまった。
大変負けず嫌いな性格で、故にいったん根に持つと嫌がらせに走ったりする一方、姉御肌で面倒見が良いので取り巻きも多い。当初はユナの通う白丘台女子高校の正面に建てた私立香坂女子学園に通っていたが、「永遠のプリンセス」号事件解決後にユナと和解、友達となって白丘台女子高校に転入した。
紫を基調とする大型のバトルスーツを着用し、武器は優雅な二又剣「エレガントソード」および両肩から発する「ミラージュビーム」、加えて念動力で岩を飛ばす「サイキックピース」。ユナ、リアと並ぶ本シリーズ最強キャラクターの1人。
『2』ではエリカ7の上に立つ最強キャラ故の手強さを持ち、手数よりも物理打撃力の高さに苦しめられる。口論カードではエリカ7総出演となる。
『3』でも高い防御力で安定した能力を持つが、HPはやや低い。序盤で舞とともにNPCとして登場するもその後は別行動をする。次元サルガッソーの幽霊船では洗脳されており、アコ・マコ共々敵として登場するが、絶対に倒してはいけない上に攻撃力も高くプレイヤーは苦戦を強いられる。また、終盤では彼女がエリカ7のリーダーとして指揮をするパーティを操作するマップがあるがエリカ7のメンバーのみが強制出撃な上、出てくる敵はLV23と最後に仲間にできる氷のミドリのLV22より高いためここまでに育成していないと苦戦する。
星山麻美（ほしやま まみ）
声：藤野かほる
身長163cm・体重49.5kg・スリーサイズ79cm/62cm/82cm、2283年5月5日生まれの16歳で、血液型はA型。
通称「闘魂のマミ（とうこんのマミ）」。「ソフトボール部のマミ」とも呼ばれる通り、ソフトボール部のキャプテン。しかしながら本当は野球が好きで、特に巨人のファンである。エリカ7第一の刺客であり、新型ライトスーツの初陣の相手として、月の遺跡の地上部にて戦う事になる。性格は気が早く、そして抜け目ないが、先走り易く、どこか一本ネジが抜けている。『3』ではルイとは同時登場でほぼ事実上の漫才コンビ（マミがボケ役）。機械化惑星では彼女の失態からの怪我の功名に助けられる事となる。
バトルスーツは赤を基調として、透明緑の日除けのつばの付いたヘルメットに胸当て、下半身は短パン状。武器は背中に2本刺してある「ビーム・バット」と右腕に装備されたボール射出器「大リーグシューター」。
『2』では大リーグシューターの打撃力が曲者。マミの必殺兵器なので、一撃が痛い。反対にビームバットは打撃力はそこそこ。上手く躱せば攻略し易い。口論カードではノーコン呼ばわりされる。
『3』では中盤でルイとともに登場するが、リューディアの転送座標が狂ったせいか初期位置が敵に囲まれているため（この事を愚痴っていた）、うまく立ち回らないと倒されやすい。戦闘では通常攻撃より技の「大リーグシューター」をメインに使うことになる事が多い。
留衣・マリア・ルーシー（るい・マリア・ルーシー/Luis María Lucy）
声：岩男潤子
身長162cm・体重47.6kg・スリーサイズ80cm/62cm/83cm、2283年7月23日生まれの16歳で、血液型はB型。
通称「ストライカー・ルイ」。香坂財閥のプロサッカークラブ「香坂ハイ・テクノス」のスタープレイヤー（ポジションは不明）でもあるサッカー部部長。ブラジル出身の日系5世で、とても明るく陽気だが、エリカの敵に対しては容赦しない。Gリーグスタジアムにて地球のビーコンを賭けて戦う事となる。なお『3』ではマミと同時登場の上、いい漫才コンビとなっている（ルイの方がツッコミ役）。
彼女のバトルスーツは青を基調としているが、他のエリカ7ほど部活コスチュームのイメージに近くなく、大き目の肩当てと背中に羽状突起物が付いている。武器は「サッカーボール」で、これに炎をまとわせる「ダイナマイトスローイン」、嵐を巻き起こす「ハリケーンシュート」などの技を使う。
『2』ではあまり打撃力が強くない。序盤の敵である事もあり、マミと同じく上手く立ち回って躱すと逆に手強くないが、怖いのはイニシアチブの先取速度。先ず先に機先を制するのはルイの方。連続で手を出されると痛い。
『3』ではマミとともに登場するが、リューディアの転送座標が狂ったせいか敵に囲まれた状態（マミと一緒になって不平を零している）であり、苦戦を強いられる。ステータスとしては全体的に平均以下であり、技もボールを使った範囲攻撃、ライン攻撃など多彩ではあるが命中率、攻撃力ともに低く使いづらいキャラではあるが育成次第ではその限りではない。
挙母瀬里加（ころも せりか）
声：武政弘子
身長171cm・体重48kg・スリーサイズ85cm/59cm/86cm、2283年10月21日生まれの15歳で、血液型はAB型。
通称「ハイスピード・セリカ」。元レディースの現自動車部部長。かなり気の強い性格で、天才的ドライビングテクニックを持っているにもかかわらず、勝つためには手段を選ばない。センプーはギャラクシーパークにて様々な罠を仕掛けユナ達を待ち受けていた。お嬢様だが口調は少々下品。
名前の由来はトヨタ自動車に関連するもの。なお、公式資料を含む多くの場で苗字が「拳母」と誤記される。
カートに変形する登場人物中唯一の可変バトルスーツを着用しており、故に彼女のバトルスーツは通常時でもタイヤやハンドル、マフラーなどが露出している。武器もこれらタイヤなどを活用し、また胸からパッシングビームを発射する。
『2』ではスピードの速さから取られるイニシアチブが怖い。立て続けに攻められるのは前半戦の強敵所以。口論カードでは一寸怖いヤジが飛ぶ。
『3』では初登場時には叩きのめされてボロボロの状態で登場の為に、そのミッションは機械兵殲滅と彼女の救出が任務となる。高いHPと移動力を持つ反面、技防御が最低レベルという極端なキャラ。味方の移動力を上げる技を持っており、特定のミッションでは重宝する。
白鳥美紀（しらとり みき）
声：西村ちなみ
身長158cm・体重46kg・スリーサイズ80cm/56cm/84cm、2283年8月30日生まれの16歳で、血液型はA型。
通称「銀幕のミキ（ぎんまくのミキ）」。演劇部部長で、「演劇部のミキ」とも呼ばれる。高校生ながらに銀河アカデミー賞にノミネートされるほどの実力派。センプーにて、ユナを食い逃げ犯にして評判を落とすために彼女に化け、ギャラクシーパーク商店街で食い逃げを繰り返していた。気分屋で計算高い面もあり、少しタレ目なことを気にしている。
緑と白を基調とするドレス状のバトルスーツを着用する。武器は両肩に装備された青・赤2門ずつのレーザー砲「パラスポキャノン」から放たれる「イルミネーションレーザー」と「スポットガン」。
『2』ではイルミネーションレーザーの一撃の打撃力は怖い。口論カードでは演劇部員が大根呼ばわりして来る。
『3』では序盤で敵に捕らわれた状態で登場し、助けに現れたポリリーナとともに仲間になる。成長が遅いのが難点だが、「イルミネーションレーザー」はトップレベルの技攻撃力を持ち、後半までしっかり育てると攻撃範囲も広がり強い。またパーティ内の誰か一人に一定時間変身出来る「クランクイン」は使い熟すと色々と便利、また使用するだけでも経験値が入る。
緋川亜子（ひのかわ あこ）
声：佐久間純子
緋川真子（ひのかわ まこ）
声：麻見順子
身長151cm・体重43kg・スリーサイズ76cm/57cm/82cm、2283年12月10日生まれの15歳で、血液型はB型（2人とも共通）。
通称は亜子が「閃光のアコ（せんこうのアコ）」で真子が「疾風のマコ（しっぷうのマコ）」）。仲良し双子（一卵性双生児）の卓球部部長（アコ）&副部長（マコ）。2人とも天才卓球少女で、無敵のコンビネーションを誇る。性格も共通で、とても明るく幼い話し方をするが、勝負に対しては真剣に取り組む。見分け方は髪の色とリボンの位置（アコはピンク髪で向かって左にリボン、マコは紫髪に向かって右にリボン）と、マコの左頬にあるホクロだけである。電気風呂の罠を張りダンボーにてユナ達を待ち受けていた。
バトルスーツもそれぞれの髪の色・リボンに応じて違い（アコは暖色系で左に肩当てがあり、マコは寒色系で右に肩当てがある）があるが、能力に差は無い。なお、アコはサーブ攻撃が得意な速攻派で、マコはクイックカットが得意なテクニック派である。武器は共通の「パワーラケット」で「素振り地獄」や「ツインスマッシュ」を繰り出す。
『2』ではダブルス参戦して来る為に、同じカードの連続が怖い。一撃の打撃力はそんなに高くない代わりに引きはかなり強い。口論カードの部員のヤジも痛い。
『3』ではシミュレーション戦闘であるため、それぞれ単独で出撃することができる。個々のステータスは低めだが2人での協力技を使うと単独よりも効果が強力になる。なお、次元サルガッソの幽霊船ではエリカ共々洗脳され敵として登場するが、絶対に倒してはいけない為にプレイヤーは苦戦を強いられる。
佐々木緑（ささき みどり）
声：根谷美智子
身長171cm・体重49kg・スリーサイズ87cm/61cm/86cm、2283年5月6日生まれの16歳で、血液型はO型。
通称「氷のミドリ（こおりのミドリ）」。「フィギュアスケート界の女王」を自認するフィギュアスケート部部長で、次期オリンピック優勝を期待されるほどの実力者。プライドが高く、自分にも他人にも厳しい。エリカへの忠誠心や戦闘力も誰よりも強く、「エリカ親衛隊長」的立場でもある。レーボーの氷原世界でユナ達の前に立ちはだかった。
バトルスーツは純白を基調としたドレス状のもので、大きく開いた両肩に7基ずつ計14基装備された「オーロラファンネル」、両腕に装備されたひも状の部分（モール）を氷柱に変えて撃ち出す「アイスニードル」、高速回転によって竜巻を起こす「トリプルアクセル」などの武器・技を使う。ブーツもスケートをモチーフとしたショートタイプであり、ユーリィの次に脚の露出度は高い。
『2』では引きの強さが恐ろしく、油断すると全く刃が立たない。しかも一撃の打撃力も相当強い。
『3』では選んだルートにより隠しキャラを除くと最後に仲間になる。攻撃重視のキャラであり、通常攻撃は遠距離タイプ、ファンネルとスケート靴を使用する技を持っているが消費EPが多くすぐガス欠になる、防御面も弱く前線に出すのは向かないため、終盤に登場する戦力としては物足りない。
- 氷のミドリは、『1』の闇の女王に引き続き菊池通隆によってデザインされている。

### 妖機3姉妹
『OVA2』にて、ユナの全てを奪うべく現れた機械人という敵。全員の額とバトルスーツには属性を顕す八卦の紋がある。平和な日々を送っていた13人衆やエリカ7の面々を次々と倒しユナと対峙した。一度はユナらに阻止されたものの、『3』において機械化皇帝のもと【天星】にて復活し、再びユナ一行と対峙、アレハテまで死闘が続く事になる。エンディングでは亜耶乎と和解することになる。
- 三人のコアメモリーユニットは大径スーパーボール大の透明球体で、その色は、幻夢が青、狂花が赤、亜耶乎が緑であり、『3』でユナの掛けているペンダントは亜耶乎のコアメモリーユニットである。このペンダントは亜耶乎の帰還以降彼女に返却されている為、それ以降ユナはペンダントを着けていない。
- 幻夢と狂花は最終戦となるアレハテ戦を除き、一定にまでしか攻撃が出来ず、ある程度の弱体化で自ら撤退してしまう。
  - 白香の言によると、彼女達は元々は「破壊神の影」と呼ばれ恐れられていた存在で、それと三人の記憶に従えば、彼女達を追放したのは白皇帝という事になる。

幻夢（げんむ）
声：井上喜久子
妖機3姉妹の長女。額とバトルスーツの胸元には「長女」を顕す八卦の「巽」の紋がある。冷酷無比な性格で、ユナに心を開き始めた三女・亜耶乎を自らの手で葬り、怒りを露にしたユナによって倒されてしまったが、機械化皇帝によって復活し、再びユナ達の前に立ち塞がる。ユナとポリリーナとに決闘を申し込んだが敗れる。だが敵であるのに傷ついた自分と狂花を心配してくれるユナに心を動かされ、差し伸べられたユナの手をとろうとしたが、体内に仕掛けられた爆弾が起爆。ユナに亜耶乎を託し、狂花と共に絶命。爆発した後には、狂花と共にひびの入ったコアメモリーユニットのみが残っていた。
翼を背負う中華風のバトルスーツを身に着ける。中華風両手剣「メタルブレード」を片手で軽く駆り、飛翔する金属球の「メタルボール」を武器として戦う。
『3』では狂花とともに、中ボスとして登場、十字の攻撃範囲を持つ「メタルボール」をメインに攻撃してくる。HPが高い。
狂花（きょうか）
声：松井菜桜子
妖機3姉妹の次女。額とバトルスーツのみぞおち辺りには「中女」を顕す八卦の「離」の紋がある。ユナ達と触れ合い優しい心を持ち始めた亜耶乎を粛清に現れる。冷酷無比な攻撃で、電磁ブレードによりポリリーナらを苦しめた。
赤いリボン様の布を羽衣のようにまとい、中華の舞姫のようなバトルスーツを身に着ける。「電磁ブレード」は中尺の中華幅広両手剣のような形だが、その剣を片手で軽々と操る。
『3』でも中ボスとして幻夢とともに登場し、ライン攻撃の「フュージョン」はかなりの威力であり、多くのキャラがほぼ一撃で瀕死か戦闘不能にされてしまう。
亜耶乎（あやこ）
声：氷上恭子
妖機3姉妹の三女。額とバトルスーツのみぞおち辺りには「少女」を顕す八卦の「兌」の紋がある。彼女も当初は冷酷無比に掌からのビームによってユナたちと交戦するが、ユナの優しい心に触れ、次第に心を開いていく。しかし、それが姉・幻夢の逆鱗に触れ、殺害される。シリーズ中、ユナの友達として唯一命を落としたキャラクターである。
『3』では黒皇帝によりほぼ抜け殻の状態で姉共々復活、当初は【天星】"閉逆の間"で三連装粒子砲7門を用い姉共々ユナ達を攻撃して来るが、ユナのペンダントになっていたコアメモリーユニットに反応して元の記憶と優しい心を取り戻す。エンディングでは幻夢、狂花と共に平和になった機械化帝国に残る。
彼女にも肩の膨らんだ中華風のバトルスーツがある。このデザインは『OVA2』初出の襲撃時期とデザインが変わらない。細身の中華風長尺片手剣を操る。
『3』では桃花の拉致からの救出後にユニットに加わる。参戦時の能力は全体的に高く、主力として活躍させることができる。剣術や「呪縛」の使い勝手は高く、特に「呪縛」は相手の動きを制限する能力がある。攻撃技も便利だが消費EPが多い。

### 機械化帝国
機械化帝国は、『OVA2』にて存在が語られ、『3』にて本格的に登場した敵。事実上、ユナの最後にして最大の敵組織である。従来は基本的にユナと敵とが1対1で戦っていたものを『3』では多人数同士によるシミュレーション戦闘となったため、いわゆるザコ敵（やられ役）が登場し、主要敵部隊も複数登場する。また、指揮官クラスの機械人はバトルスーツに「六十四卦の紋」がある。
- 機械化兵士デザインは、伊東岳彦が担当。

機械化兵士
機械化帝国における最下層の兵士ロボット達。近距離攻撃型「戦機（せんき）」、特殊攻撃型「闘術機（とうじゅつき）」、万能型「皇機（おうき）」、遠距離攻撃型「特化機（とっかき）」、支援攻撃型「狙撃機（そげきき）」、ダメージ回復型「衛生機（えいせいき）」の6タイプが存在し、突如として地球上に多数襲来して都市を占拠した。
『OVA2』や『3』のイベント画面上では灰色系の塗色で登場するが、『3』の戦闘時はレベルに応じて青→赤、更にその上はタイプに応じて黄/緑/濃灰等へ塗色が変化する。また、部品を改造強化した上位機種も存在する。
機械兵の種類
1. 戦機…三戦→二戦→一戦→霧幻
2. 闘術機…蛇牙→甲牙→虎牙→双牙
3. 皇機…激徳→猛起→死龍
4. 特化機…突砲→高砲→迫砲
5. 狙撃機…三猟→二猟→特猟
6. 衛生機…准士→正士→全士→特士

白香（ぱいしゃん）
声：南央美
機械化皇帝によって異次元空間・次元サルガッソに流された幽霊船に封じ込められた、両面に六十四卦の「復」の紋が付いている殻を背負った、カタツムリのようなシルエットを持つ機械人の少女。ユナ達に救出され、機械化帝国への道案内と封印幽閉された白皇帝の関係者の救出依頼を行う。両丞相や白皇帝の所在を感知出来る能力を持つ。誕生に関して重大な秘密を抱えている、本作キーパーソンの一人。
『3』では対象は単体だが、全回復、復活、状態回復技を持つ典型的な回復系のキャラ。通常攻撃は2マス。

#### 六花戦
花をイメージさせる姿をした、機械化帝国の部隊長クラス。全員腹部に紋がある。互いに仲が悪いが、それは闇からの影響を受けているためで、本来はとても仲は良かった。二度の戦いでユナに敗れるが、エンディングで復活する。6体中4体は選択ルートで戦闘条件が異なる2つの場所に各々同一のボスとして出現する為に、一方だけでは真の実力や特性が判らない。
- 六花戦デザインは、なかざき冬が担当。

菊花（じゅい・ふぁー）
声：くまいもとこ
菊の花の姿をした機械人。地球破壊のため地核目掛けて撃ち込まれた惑星破壊ミサイル【天火】の管理者で、携帯型の制御装置を持つ。
距離を取りながら背中に6本ある菊の花びら状の刃物を飛ばす「キクカッター」を操り、舞や麗美など接近戦タイプのキャラにとっては苦しい相手である。また「黄泉」という技によってユナ達の攻撃力を低下させる。選んだルートによりマップ及びその対処方法が異なり、ユナの自宅前の場合ユナとユーリィが孤立した状態で開始する。天火墜落地点では発射されるビームの範囲からも避ける必要がある。後述記事も参照の事。
桜花（いん・ふぁー）
声：菊池志穂
桜の花びらのような姿をした機械人。ウララーカ/オイシーヤにてユナ達を待ち受ける。ウララーカでは本来初冬のはずだった気候を春同然とした。
桜の花びらを思わせる剣「サクラソード」と、桜の舞によってダメージと共に眠気を誘う技「春眠」を使う。春眠で複数のキャラが眠らされると無防備になり大ダメージを受けてしまう。なお、選択したルートにより戦闘マップが異なるが、ウララーカルート前半は食人植物様の巨大怪生物「ミンミン草」とその周囲の眠り草が障碍となり近付く事さえ出来ない。だが、ミンミン草は後半戦冒頭でマリ参戦と共に撃破され、攻撃可能となる。眠り草はレベルが違い過ぎるので無敵。一方のオイシーヤルートでは戦闘前にユーリィがお菓子につられてしまい戦闘から離脱する。ただしNPCユニットとして存在しており彼女の戦闘不能も敗北条件となっている。戦闘をある程度進めると佳華が登場し幻影装置を破壊することで本来のマップが現われユーリィも操作可能となる。
蘭花（らん・ふぁー）
声：川上とも子
洋ランをイメージさせる機械人。ツベテイ/アッチーヤでユナ達を待ち受ける。
他の六花戦は背中が花びらのようなデザインのバックパックを背負っている形状になっていて2本足なのに対し、彼女のみ足部分が花びらを模したスカート状になっている。
手に持った「貴婦人の扇子」を投げつけて攻撃し、また、特殊な蝶「イービルバタフライ」を操ってユナ達のEPを奪い自身を回復する。宇宙船で隕石を避けた結果により戦闘マップが異なるが、期待が損傷し不時着となるアッチーヤルートではポリリーナ、ミサキが機体修理のため参戦できず、さらに溶岩でダメージを受けるため難易度が高い、ある程度進むとアレフチーナが登場するが蘭花の付近に登場するため一旦距離を取らないと危険である。またツベテイルートではルミナーエフが氷漬けにされており、この氷を破壊することでルミナーエフが仲間になる。
椿花（ちゅん・ふぁー）
声：伊藤美紀
椿をイメージさせる機械人。六花戦で唯一、肌が黒い。【天星】内でマミとルイの転送先におり、２人の攻撃を軽く受け止め、撃退する。
手に持った鋭い槍「パワージャベリン」が武器。油の雨を降らせることによってユナ達の行動を鈍くする「オイルレイン」という技を使う。移動力が下がりキャラが密集したところに攻撃を食らうとかなり危険。また上記のイベントによりマミとルイがマップの左右に孤立した状態であるため、彼女らを助けるためには戦力の分散を余儀なくされる。
桃花（たう・ふぁー）
声：荒木香恵
桃をイメージさせる機械人。見た目は幼いが、次元の狭間を利用した奇襲が得意。
各部に収納した桃型爆弾「ピーチボム」や、混乱を招くことによって敵に同士討ちをさせる「桃源郷」という技を使う。最初の戦いでは亜耶乎を連れ帰るのが目的のため、逃げるのみでほぼ攻撃はしてこない。本来の能力は2度目の戦闘で発揮されることになる。
紫陽花（つー・やん・ふぁー）
声：大谷育江
紫陽花の花の姿をした機械人。六花戦のリーダーで、黄色い瞳が他の六花戦よりも一層「機械」を思わせる。効率的かつ狡猾にミエネーヤの住民を人質にユナ達に迫り、ミエネーヤ/プリンセス号でユナ達を待ち受ける。実際は黒皇帝の変貌を知る一人。
手に持った剣「レインボーソード」による斬撃の他、「酸性雨」によってユナ達の装甲を溶かし荒らして防御力を下げてしまう。選択したルートによりマップが異なり、ミエネーヤでは倒すことのできない夢幻部隊が行く手を阻み、もう一方のプリンセス号では一定時間内に爆弾を処理しなくてはならず、いずれも特殊なミッションであり、またポリリーナは選ばなかった方を担当するため参加できないというハンデもあり苦戦を強いられる。ルートによってこの後仲間になるキャラが変わる。

#### 四天機
正式名称は「機械化帝国皇帝親衛隊」。機械化帝国の幹部。二度の戦いでユナに敗れるが、エンディングで復活する。
- 四天機デザインは、大河原晴男が担当。

天麗院・劉麗（てんれいいん・りおりー）
声：本多知恵子
獣をイメージさせるシルエットを持つ機械化人。自らは最高の強さと美を誇ると自負する。チッチェーナでセリカを痛めつけてユナ達を挑発した。
手にした長刀「ドレインソード」は相手の体力を吸収し自身を回復させる。舞や麗美のようなHPが高く打たれ弱いキャラが攻撃されると大量にと回復されてしまうので注意。また、技攻撃の「ブレイクショット」は遠方から複数のキャラを技封印状態にする効果がある、いずれの攻撃もかなりの威力がある上に付加効果が厄介であり、また回避、防御も高いためなかなかHPを減らせずこの時点ではかなりの難敵である。
天翔院・項翔（てんしょういん・しゃんしゃん）
声：日髙のり子
背中に鳥のような翼を持つ機械人。移動攻撃要塞【天星】を護っている。
弓による攻撃を得意とする。「コンフュアロー」は高い確率で相手を混乱させる。また【天星】での初戦では一回、後で出る機械化惑星斬首の間での戦いでは二回のみだが、「ウインドストーム」には全体に毒を撒き散らす効果もある。さらに幻夢と狂花も登場するためうまく立ち回らないとあっという間に味方が倒されてしまうこともある。
天鬼院・美鬼（てんきいん・めいくい）
声：山口由里子
蜘蛛のような姿をした機械化人。兜に六十四卦の「否」の卦の紋があり、イベントシーンで用いられている。『黒天使』の異名を取り恐れられていた。ヒッソリでセキュリティを解除しようとした一行の前に立ちはだかる。マイクロブラックホール様の次元の落とし穴を用いてユナを孤立させようとし、それがユナの逆鱗に触れる結果となる。
「三叉槍」による近接攻撃と、昏睡を誘う攻撃が得意。「スーパーノヴァ」の威力は絶大のはずだが、暴走したユナには無力だった。スーパーノヴァの本来の威力は斬首の間での戦いで発揮される。
天魔院・鈴魔（てんまいん・りんまお）
声：玉川紗己子
サメを思わせる姿の機械化人。玉華を封じ込めた「幽閉の間」を守護しており、黒皇帝の命で玉華を亡き者にしようと迫った。黒皇帝にはある意味から絶対の忠誠を誓っており、善悪関わらず黒皇帝の忠臣だった。過去の件で玉華を憎み恨んでおり非常にしぶとい。
最初のユナとの戦いは幽閉の間で、ここでは全体攻撃の「ブラックストライク」を中心に戦う。2回目の斬首の間では1回のみしか使えない。通常攻撃は近接攻撃の「ソウルクラッシャー」で混乱効果があり味方が同士討ちとなると危険。またHPが非常に高く持久戦となる。

#### 三賢機・皇帝
機械化帝国の首脳クラス。両丞相は刎頸の友であるが、どちらも黒皇帝に住民を人質に取られて幽閉されたという共通項がある。
- 機械化皇帝デザインは、ことぶきつかさが担当。

左丞相・剣鳳（さじょうしょう・ちゅんふぉん）
声：堀内賢雄
白皇帝に仕える機械人。左顔面は人間様だが右顔面にはマスクが被っている。真紅のボディに、同じく真紅のマントを羽織っていて、紋はそこに付いている。鏡明と共に伝説とも言える強さを誇るが、その力を恐れた機械化皇帝によって【豪黒壁】に封印幽閉される。時代掛かった口調を用いる。
『3』では最高クラスの単体攻撃力を持つ接近戦タイプのキャラクター。愛剣の「神鳴剣」の切れ味は抜群。
右丞相・鏡明（うじょうしょう・じんみん）
声：古田信幸
白皇帝に仕える機械人。右顔面は人間様だが左顔面にはマスクが被っている。青いボディに、白いマントを羽織っていて、紋はそこに付いている。その実力を恐れた機械化皇帝により封印されてしまう。元は惑星開拓用コロニーの指導者だった。ほとんどの相手には敬語を用いる。剣鳳や白香よりは若いらしい。
『3』ではライン系の範囲攻撃を使う。剣鳳とともに全キャラ中でも高い能力を持つ。ビーム攻撃に優れる。
白皇帝・玉華（しろこうてい・ゆいふぁー）
声：岡本麻弥
三賢機の1人。全身白ずくめで、人間的な顔をしている。服には六十四卦の「坤」の卦の紋がある。平和主義者で、元々は姉の黒皇帝・玉鷲と共に機械化帝国を治めていたが、意見の対立により争いとなり、一度は黒皇帝を封印するものの、復活した黒皇帝の前に破れ、幽閉されてしまった。
黒皇帝・玉鷲（くろこうてい・ゆいじょー）
声：高乃麗
元々は妹の白皇帝・玉華と共に機械化帝国を統治していたが、嫉妬により心を闇に支配され、帝国の統治権を簒奪した。そして機械化皇帝を名乗って、全銀河に対し侵略行動を始めた。全身黒ずくめで、玉華に比べ機械的で無表情である。しかし、エンディングで笑顔が浮かび、自らの命と引き換えに世界を元通りにすると同時に肉体ごと消滅する。
戦闘では、全体攻撃の「メルトダウン」、移動範囲無視の単体攻撃「テレポートアタック」を使う。レベルの低いキャラは開始直後のメルトダウンだけで倒されてしまう。更に、強化型は二つの闇の玉と闇の触手でも守られる為に非情に厄介。
- 作中では、彼女の封印を破りその後ろ盾となった闇の勢力の正体は語られない。

### 闇の勢力
ユナは「光の救世主」として、「闇の勢力」と戦うことを宿命づけられている。この「闇の勢力」の正体・規模・目的などは一切不明だが、ユナの目的が「銀河を闇から護る」ことであることから、銀河に悪影響を及ぼす勢力であることは確かである。しばしばユナとその仲間達の前に様々な形で立ち塞がった。
闇の女王（やみのじょおう）
声：山本百合子
『1』に登場した、敵のボス。普段は美しい女の姿で、触れる者を闇の心で支配して服従させることができる。太古の時代に光の象徴たる「エル・ライン」（ただし、核となる「光の救世主」を欠いていた）を破り、マトリクス単位に分割の上封印したが、自らも深い傷を負い、長らく動けなかった。
新たな動きを始めるに辺り、障害となる「光の救世主」ユナの存在を察し、それを排除すべく「闇のお嬢様13人衆」を操ってユナに対峙させた。13人衆がことごとく倒された時、ユナさえも闇に取り込もうと画策するが失敗、ユナの眼前でリアを倒したことにより、かえってユナを「光の救世主」として覚醒させてしまった。巨大で醜悪な正体を現して戦いを挑むも、最後はユナ搭乗のエル・ラインによって撃破された。
- 彼女の言によると、マーニアス人は本星時代を含めて都合2回闇の女王と対峙し敗北している事が判る。
- 闇の女王デザインは、菊池通隆が担当。

デビルフロイライン
声：折笠愛
『OVA1』に登場した、敵のボス。異次元における「闇の女王」であるらしく、破壊するものを求めてやってきた。当初はフロイライン・Dと名乗って銀河連合評議会安全保障理事局長官に納まり、ユナに反逆者の汚名を着せ合法的に抹殺しようとした。
同局工作員ルシアとライカのコンビに密命を与え、さらに闇の手下（声：西村ちなみ）を「偽エル・ライン」で暴れさせて、一度は捜査官ミサキの目を欺くことに成功するものの、ルシア&ライカペアの失策によりユナの冤罪に気付かれてしまう。ミサキとユナに陰謀を見抜かれて正体を露呈、手下の部隊と艦隊によって銀河連合評議会を制圧しようとしたが、ユナとその仲間たちによって阻止され、ついに自らの本体で戦いを挑む。当初はエル・ライン・ノイの攻撃すら受け付けずユナたちを窮地に追い込むが、仲間たちの想いを受け光り輝くエル・ライン・ノイの前に敗れ去った。
『2』のエンディング後に少し待つと謎の予告めいたメッセージと共に見えるシルエットも、実はデビルフロイラインであると言われている。

### その他
神楽坂優一郎（かぐらざか ゆういちろう）
声：広井王子
ユナのパパ。43歳。
銀河連合評議会地球支部の財務監察官を務めている。作中では新聞を読んでいる事が多い。『1』ではライトスーツ姿のユナに、躾上の苦言を呈している。
- 『OVA1』でユナに掛けられた嫌疑（銀河反逆罪）は優一郎の地位を脅かしかねない重大な案件であった事が判る。

神楽坂奈緒子（かぐらざか なおこ）
声：山本百合子
ユナのママ。38歳。
元・太陽系旅客線のスチュワーデス。彼女も白丘台のOGである。
性格は鷹揚であまり細かい事は気にしない性分だが、ユナの成績や日常生活上の行儀などは厳しく考えている。
香坂千秋（こうさか ちあき）
声：國府田マリ子
神楽坂家の隣に住んでいるお姉さん。23歳で既婚。ユナからは「千秋お姉ちゃん」と呼ばれている。
エリカと苗字が共通だが、関係性は不明。
石川マネージャー
声：小林通孝
ユナとかえでの二人を担当している、ビーナスプロのマネージャー。『2』以降はかえでに掛かりっ切りで、休業中のユナの仕事に関する業務をほとんどやっていない為に登場しない。
ライカ・ウィステリア
声：天野由梨
ルシア・アコルス
声：吉田古奈美
共に『OVA1』に登場した、フロイライン・Dの配下の銀河連合評議会安全保障理事局の潜入工作員。フロイライン・Dの密命を受けユナを罠にはめる手助けをしていたが、ハルナの愛犬・タロを拐った事が逆に足が付く切っ掛けとなった。フロイライン・Dの腰巾着として付き従っていたが、フロイライン・Dの醜悪な正体が露見した時には恐怖で何も出来なくなっていた。『3』には登場せず。なお、フルネームはEDクレジットで判明した。
ハルナ
声：荒木香恵
『OVA1』で初登場した、被害担当の不憫な幼女。『OVA1』では愛犬のタロを探しているうちにルシアとライカにタロを拐われ、『3』では機械兵に襲われる。ただし助けてあげると相応の見返りがある。
ナレーター
声：小林通孝（『1』から『Cドラ1』）/堀内賢雄（『Cドラ2』以降）
共に男性ガヤ（脇役）も担当している。『3』では古田信幸も男性ガヤを担当している。
『2』ではナレーターは採用されていない。
- 本シリーズでは男性声優は広井王子/小林通孝/堀内賢雄/古田信幸のみ。うち広井のみ本職声優ではない。また、男性声優にはシリーズ通しての皆勤賞は存在しない。

## 登場メカ

### 『1』にて初登場
みけ丸号
正式名称「アトランテックユニバーサル SCP-XII イクストロン」。スポンサーの一つ、アトランティックユニバーサル社の最新製品。ミス銀河お嬢様コンテストグランプリの副賞としてユナが貰った小型スペースクルーザー。名前の由来はユナが昔飼っていた愛猫の名前とメインキャビンの形から。スペースクルーザー免許を取りたてのユナは教習機とのあまりの違いに困惑し（作中では「こんな難しいの」との言がある）、エルナーの補助があるとはいえ、バルムードに到着した際に衝突しそうになっている操縦ミスをしている。『2』以降は修理中のために登場しない。
- 設定上は機首操縦席前に護身用に2門の伸縮格納型ブラスターが装備されている。

エンデ・ベリウム
リューディアが眠っていた遺跡の下に休眠していた、古代マーニアス文明の移民船団及び護衛艦隊全ての旗艦。『2』以降は移民惑星を求めて全艦隊で銀河中を捜索して回る事となる。『3』では超空間航行機能を利用してユナ達のアイテム補給艦として後方ロジスティックで活躍する。旗艦であるこの艦の艦名は『2』冒頭にて判明した。
本艦はじめマーニアス移民船団はいずれも強力なビーム砲を有している。
暗黒門護衛ロボット
"暗黒門"の守護者。闇の女王へと通ずる道への入り口たるこの門を通る為に倒さなければならない。
両手から発射するビームは強力。しかも、隠し腕が一対あるので厄介。
エル・ライン
エルナー、エリナ、ジーナ、マリナが合体した、全長21mの「マトリクス・フィギュア」（巨大ロボット）。パイロットに当たる（核となる）「光の救世主」無しでも動くことはできるが、太古の戦いでは「闇の女王」との戦いで手傷を負わせながらも敗れ、そのために分割・封印されていた。再戦時にはユナが乗り込むことにより本来の力を発揮、闇の女王を倒すことに成功する。なお『2』以降、ユーリィが生成したパーツによりパワーアップし、「エル・ライン・ノイ」となった。『OVA1』では冒頭大気圏突入を利用した目玉焼き（ユナ曰く「秘技・大気圏目玉焼き」）を披露させられた。『OVA2』にて大破。『3』での参戦は最終決戦までお預けとなる。
- 『2』及び『FX』のバトルパートの自機名表記はエル・ラインが「YEL-LINE」、エル・ライン・ノイが「YEL-LINE NEU」である。

### 『Cドラ1』にて初登場
バンビー号
かつての暗黒お嬢様達計14名を招き宇宙大浴場惑星へ慰安旅行に向かったユナ達がチャーターした、マリンフィールド社の旅客宇宙遊覧艇。艇内には各種の娯楽施設が存在し、上述の如くユーリィがクルーとして、更にはエリカ7も密航してきて先行登場している。
民間企業の観光旅客遊覧艇なので非武装である。

### 『2』にて初登場
永遠のプリンセス号
巨大な船体に強力な破壊兵器・スタースマッシャーシステムを装備した、プリンセス・ミラージュの旗艦。装甲はエル・ラインでさえ破壊出来ないが、ある理由でユーリィには破られている。
スタースマッシャーは最低レベルの砲撃でも家一軒軽く吹っ飛ばす威力があり、『2』エピローグ以降は主にどちらも傍迷惑なレベルのお仕置きか目覚ましに用いられている。最高出力では「スタークラッシャーボム」となり、惑星破壊レベルの攻撃力を有する。
OVA二作品の山場でもユナを助ける活躍をし、『3』ではユナの全体攻撃技「ミラージュキャノン」として戦場で大活躍する。
月遊覧飛行艇（民間シャトル）
ユナ達が社会科見学旅行で月に行った時に白丘台女子がチャーターして使用した、マリンフィールド社の所有する遊覧飛行艇。月-地球間の旅客シャトルとして用いられている。艇名は不明。
民間会社所属であり観光遊覧飛行専用の旅客宇宙艇なので非武装。
はとぽっぽ号（エクスカリバー）
正式名称「GSS-2299E エスクカリバー」。GSS型の新製品。製造会社は不明。永遠のプリンセス号の襲来を阻止する目的で、ビーコンを捜し壊す為にポリリーナがユナに貸し与えた最新型の超高速スペースクルーザー。格納庫はユナの家の地下に秘密裏に製作されていた。元の名前は「エクスカリバー」だったのだが、ユナが勝手に「はとぽっぽ号」と命名した挙句、機名まで書き込んでしまった。このショックでポリリーナは以降本機を用いていない。
- なお、設定上は機首に2門のビーム砲を内蔵している上、ミサイルも搭載可能。

スペースダック
センプーのギャラクシーパークを自由に移動出来るスワンボートのような足漕ぎ型の小型二人乗り簡易航宙機。ペダルで出力を調整可能。
メテオクラッシャー
センプーのギャラクシーパークにある、星を一望出来る二人乗り高速小型飛行艇。フルパワーではセンプーの引力圏を脱出可能。
ガードロボット
プリンセス号艦内ガードロボット。
アンデローベ
プリンセス号の艦首女性像内に格納されている護衛ロボット。大きさはエルライン・ノイとほぼ同じ位。
強力なビーム砲があり、エル・ライン・ノイを苦しめる。

### 『OVA1』にて初登場
にせエル・ライン
ユナに濡れ衣を着せる為にフロイライン・Dが密かに建造し破壊活動を行わせた。機体色が濃寒色系を主体としている、禍々しい配色になっている。分離合体機能はない。
デメキン号
銀河反逆罪の冤罪で銀河連合評議会に逮捕されたユナを取り返す為にリア（ポリリーナ）が使用した三発エンジン型の新型高速スペースクルーザー。正式名称や製造会社は不明。リアがこの艦の名前を名乗る寸前に、その外見からユーリィに紹介早々「デメキン号」と勝手に命名されてしまった。
作中では武装の有無は不明。
リコリス2
ミサキが用いる専用乗機。連盟評議会監察の制式なのでワンオフ改造機でない限りは性能も似通った同型機が多数存在する。OVAニ作品には皆勤賞の小型艇。『3』では序盤で機械化帝国に尾行され奇襲を受け、これの救出がユナ達の地球外で最初のミッションとなる。更にミサキはエレメントフェアリィ号に移乗するのでそれ以降登場せず。機名は『3』にて判明した。
機首に2門のビーム砲を内蔵しているが作中ではほとんど役に立っていない。

### 『OVA2』にて初登場
デモスローズ
機械化帝国（機械化皇帝）が妖機三姉妹長女・幻夢に切札として与えた、四枚花弁の花のような巨大攻撃兵器。エル・ライン・ノイを大破に追い込みマトリクス・ドール三人娘に甚大な被害を与えた。
中枢核を守る花弁様の部分には大量のミサイルが装備されている。

### 『3』にて初登場
天火（てんふぉ）
地球に撃ち込まれた惑星破壊爆弾。機首に地殻掘削用のドリルが装備され、惑星核に達すると爆発して星を破壊してしまう。ユーリィが「土瓶蒸し」と形容するように本体は陶器壺に似た形をしている。【天星】にて製造されている。制御装置は菊花が所持していた携帯型と、【天星】にある主制御部がある。
護衛用に粒子砲が装備されているが、選択肢如何ではこの粒子砲に悩まされる事となる。
エレメントフェアリィ号
ユナ達一行の新しい足として用いられる事となった、ポリリーナが用意していた当初未命名のデルタ型リフティングボディタイプのスペースクルーザー。亜耶乎との思い出を大事にしていたユナが命名した。正式名称や製造会社は不明。格納庫は白丘台の隣の小高い丘を刳り貫いて作られている。
作中では武装の有無は明らかではない。ただし異次元ミサイル等の機械化帝国の武装に対する防御が脆弱な事が作中で判明している。
異次元ミサイル
異次元からのエレメントフェアリィ号への攻撃に用いられたミサイル。発射された総数は10発で、フェアリィ号は4発食らうと航行機能を停止してしまいアッチーヤに墜落する羽目になる。
天星（てんせい）
機械化帝国の惑星型攻撃兵器。惑星破壊爆弾【天火】を地球に撃ち込んだ際の拠点要塞及び製造工場としても利用されている。入口は宇宙機雷で守られていて、中には三賢機の一人・鏡明が幽閉されている。また廃棄物倉庫は「鏡乱の間」という罠の間でもある。元々は鏡明が管理していた惑星開発用のスペースコロニーだったものを黒皇帝が住民を人質に接収し、移動要塞に改造されたもので、住民は後に全員殺され、一部は「鏡乱の間」のコピーロボットとしてリサイクルされた。後述記事も参照。
幽霊船
機械化帝国に襲撃され破壊され、剰え次元サルガッソに放逐された宇宙船の一つ。洗脳されたエリカ・アコ・マコがおり、彼女らと戦闘となるが倒してしまうと敗北となる。また白香がこの船に封じられていた。
コピーロボット
接触した相手の記憶を含む情報を複写しそれを元にその対象をコピーした複製を作るロボット。「鏡乱の間」でユナ達に仕掛けられた罠。複製されたのはユナ、ユーリィ、ポリリーナの三人で、各2体ずつ複製された。
夢幻部隊
六花戦の一人、紫陽花が従える部隊。見た目はただの機械化兵だが攻撃をしても倒すことができず再びマップ上に現れる。味方が孤立しているところに現れるとかなり苦しく、終盤は紫陽花と夢幻部隊の攻撃に耐える必要があり、犠牲者を出さずにクリアするのは困難である。また、ストーリー上、ポリリーナとは別行動となることも難易度に拍車をかけている。

## 登場惑星
作中では基本的に1作品1回しか登場しない（前回までの粗筋を除く）。本項には人工惑星（スペースコロニー）の類も含まれる。なお本作では人類文化圏の惑星があるのは射手座銀河系のオリオン腕を（つまり地球を）中心としてそこから見ての全銀河の三割程度という事で、銀河中心部方向より遠方には未確認の星系がいくつもある。

### 『1』にて初登場
GNC-01089
30世紀にその存在が観測・確認された、こと座付近のブラックホール。フリントへの途上にあるので作中では最も近い移動可能な外惑星なのだが、超重力とそれに起因するユナの機嫌のせいで、あるアイテムがないとここに立ち寄る事が出来ない。
バルムード
ティアン星系の木星型惑星。「雲の惑星」の別名を持ち、浮遊する多数の人工物は国家連合を形成している。また、作中の山場であり、エミリーの勤務先でもある「空中図書館」がある。到着時、前述の通りユナは航宙図座標の目標点設定ミスでみけ丸号をこの星に衝突させそうになった操縦ミスをしている。
フリント
カルディア恒星系の人工惑星。レアメタル鉱床採掘用の拠点である。「機械の惑星」の別名を持ち、住民の大半が機械人でインフォメーションもガイノイドがいる。実は軍事用の工場を持つ為に立入禁止区域もある。また、所によっては酸性雨が降る。
マーニアス
リューディアの祖先の母星。過去に一度闇の女王と敵対し滅亡している。星自体はマリアーナよりも更に銀河中央方向にある。
マリアーナ
プランター星系にある、惑星のほとんどを海で覆われた、「海の惑星」の別名を持つ温暖な星。独立の勇者が水着の女性だった為に住民は水着を常用し、水着コンテストも常時開催され、わずかな陸地はマリンスポーツをはじめ一大リゾート地となっている。リューディアのいる古代遺跡が海底に沈んでいる。ユナの金槌がバレた星。高等生命は現在魚類近似種しか発見されていない。
ルーリーズス
カペ恒星系の、羊歯系植物に覆われた星。「密林の惑星」の別名を持ち、湿地帯特有の熱帯性気候であり、生物学者からは億単位の年度経過の後の高等生物の発生を期待されている。古代文明の遺跡が現存している地域がある。

### 『2』にて初登場
『2』にてユナ達が宇宙のビーコンを破壊する為に訪れた恒星系は名称不明。以下の三惑星は、三連星を形成している。
センプー
「風の惑星」の別名を持つ温暖気候の惑星。銀河最大のテーマパーク「ギャラクシーパーク」があり、「風吹き草」の植生地域でもある。パークにはトリプル観覧車をはじめ、各種のアトラクションが多数取り揃えてある箱物惑星だが、運営は絶好調。
ダンボー
「火の惑星」の別名を持つ熱帯気候の惑星。惑星全体に多種多様な温泉が湧き、そのうちの一つ「火鳥亭ハワイアンセンター」に足を捻挫したユナが療養に立ち寄る。アコ・マコが「電気風呂」で罠を張っており、ここに生息する「火の鳥」を巡っての戦いが繰り広げられる。実は麗美の実家がある星。
レーボー
氷に覆われた星。「氷の惑星」の異名を取る。氷のピラミッドが遺されており、ペンギン型の聖像が安置されている。ミドリとの激戦地もここ。

### 『OVA1』にて初登場
『OVA1』には銀河内の他の惑星は登場しなかった。
銀河連合評議会本部コロニー
本作中の各国家連合組織を統括し、銀河系の人類文化圏の平和維持をしている「銀河連合評議会」の本部があるコロニー。『OVA1』にて初登場。三度の星間戦争を経て発足。評議会が正常に運営されたおかげで、戦争がなくなり、ユナ達が逆にプリンセス号のビーコンが起動した原因を直感させないほどになっている。フロイライン・Dの謀略で簒奪されそうになった。『OVA1』終盤はデビル・フロイラインの暗黒艦隊の奇襲を受けるが、プリンセス号とマーニアス艦隊に守られた。『3』には登場せず。

### 『3』にて初登場
機械化惑星は帝国の存在が語られるのみだった『OVA2』では登場しない。以下の惑星は全てが機械化帝国の勢力圏下にある。
アッチーヤ
「最暑星」の異名を取る灼熱の惑星。ミサイル攻撃を躱し損ねるとここに墜落する。マグマで分断されており、進行に手間取ると危険な星。隠しアイテムは「ゾウクッキー」。
アレハテ
「流旋星」の異名を取る星。妖機三姉妹戦最終戦の舞台。星が流砂で寸断されていて、この流砂に流された時は別の所に出る。隠しアイテムは「トラクッキー」。
ウララーカ
「南蛮星」の異名を取る温暖な惑星。ただしユナ達が行った時期は元々は初冬のはずだった。食人植物様の異生物「眠り草」とその親玉「ミンミン草」が前半の障碍で破壊不可。隠しアイテムは「サイクッキー」。
オイシーヤ
「食植星」の異名を取る食い倒れ惑星。絶品料理で溢れている。前半戦では罠に嵌ったユーリィが孤立の上、食べ物に釣られて徘徊する。隠しアイテムは「カメのコーラー」。
機械化惑星
『OVA2』以降登場の敵・機械化帝国の母星で『3』終盤の舞台。都市は白皇帝が地球のネオ東京をモデルに作成したという。隠しアイテムやお宝グッズが眠る部屋がいくつかある。
豪黒壁
かつての大戦の遺跡である小惑星群。中央の巨石には剣鳳が封印幽閉されている。「イルカクッキー」がルート次第で手に入る隠しアイテム。
ジックリ
機械化帝国の訓練惑星の一つ。中盤から行けるようになるここの最強試練突破後には、隠しキャラが登場する。
タンレン
中盤から行けるようになる機械化帝国の訓練惑星の一つ。練度はそこそこまで上げられる。
チッチェーナ
とても小さな小惑星。ただし、黒皇帝の罠が張ってあり、ここで次元サルガッソに落とされる事になる。また、セリカが叩きのめされたのもこの星。
ツベテイ
「極海星」の異名を取る氷雪世界の極寒の星。ミサイル攻撃を凌ぐとここに着ける。実は前半でルミナーエフが氷柱として登場しているが、当初はそのおかげで誰にも気付かれない。
天星
機械化帝国の移動攻撃要塞。地球に撃ち込まれた惑星破壊爆弾【天火】をはじめ各種の侵略装備を製造・配備している。元は鏡明が統治管理していた惑星開拓用コロニーだったが、住民を人質に黒皇帝に接収され、要塞に改造されたもの。なお、お宝のある隠し部屋と訓練惑星へ行ける転送部とがある。
ヒッソリ
ほとんど目立たない惑星で、「界鏡星」の別名を持つ。機械化帝国の勢力圏の最端にある為に、遺跡に偽装された機械化惑星のセキュリティシステムが置かれている。
ミエネーヤ
「蜃楼星」の異名を取る、霧で覆われた星。住民は紫陽花に人質に取られた上、虐殺された。隠しアイテムは「ジャンボパフェ」。

## コンピュータ用ソフトなど

### ゲームソフト
- 『銀河お嬢様伝説ユナ』（PCE、デジタルコミック、1992年10月23日）
- 『銀河お嬢様伝説ユナ（再版）』（PCE、デジタルコミック、1995年6月16日）
- 『銀河お嬢様伝説ユナ2　永遠のプリンセス』（PCE、デジタルコミック、1995年6月30日）
- 『銀河お嬢様伝説ユナFX 哀しみのセイレーン』（PC-FX、アドベンチャー、1996年3月8日）
  - PC-FX発売一周年記念としてPC-FX本体購入で体験版を配布するキャンペーンがあった。配布された体験版ディスクのジャケットは赤黒(MK)の二色刷りだった。
- 『銀河お嬢様伝説ユナ REMIX』（SS、『1』のリメイク移植版、1996年12月27日）
  - 初回限定特典版には後述の『トレーディングカードコレクション』の台紙付きプロモーションカードが付属。
- 『銀河お嬢様伝説ユナ3 LIGHTNING ANGEL』（SS、タクティカル・アドベンチャー、1997年12月4日）
- 『銀河お嬢様伝説ユナ FINAL EDITION』（PS、『3』のリニューアル移植版、1998年6月25日）
  - 予約特典として特製台紙付テレフォンカードを配布する店舗あり。
- 『PC Engine Best Collection 銀河お嬢様伝説コレクション』（PSP、オムニバス、2008年7月31日）

### デジタル画集
- 『銀河お嬢様伝説ユナ Mika Akitaka Illust Works』（SS、デジタル画集、1996年12月）
  - BGMを竹間淳が担当している。
- 『銀河お嬢様伝説ユナ Mika Akitaka Illust Works 2』（SS、デジタル画集、1997年12月）
- 『銀河お嬢様伝説ユナ ハイブリッドCOLLECTION』（Windows/Macintosh、パソコンデータ集、1997年12月）

### OVA
- 銀河お嬢様伝説ユナ〜哀しみのセイレーン〜前編（VHS:1995年9月21日、LD:1995年10月1日）
- 銀河お嬢様伝説ユナ〜哀しみのセイレーン〜後編（VHS:1995年12月1日、LD:1995年12月1日）
- 銀河お嬢様伝説ユナ〜深淵のフェアリィ〜（しんえんのふぇありぃ）Vol.1（VHS:1996年12月21日、LD:1996年12月21日）
- 銀河お嬢様伝説ユナ〜深淵のフェアリィ〜vol.2（VHS:1997年1月21日、LD:1997年2月1日）
- 銀河お嬢様伝説ユナ〜深淵のフェアリィ〜vol.3（VHS:1997年5月21日、LD:1997年6月1日）
- 銀河お嬢様伝説ユナ コンプリートエディション 哀しみのセイレーン&深淵のフェアリィ（DVD、2003年11月6日）
  - それ以外に、原作ゲーム（PCE1作目）の発売に合わせてプロモーション用の短編アニメが製作された。その当時はゲーム販売店用の販促VHSビデオ（非売品）で、初心会からの流通のみであったが、哀しみのセイレーン・前編やDVD版に特典映像として収録された他、PCE1作目の再発版に付属したおまけCDの内部にPCエンジン実機で利用・鑑賞可能な動画ファイルである“Hu-VIDEO”にコンバートされて収録されている。実際、初代発売時には殆ど使われておらず、再発版を仕入れた際に、この販促ビデオがテレビデオで利用された例も存在した。制作スタッフについては非公表。

#### 銀河お嬢様伝説ユナ〜哀しみのセイレーン〜
スタッフ
- 原作・キャラクターデザイン：明貴美加（レッドカンパニー）
- 監督：山口頼房
- 脚本：あかほりさとる・野呂昌史
- 総作画監督：大木良一
- アニメーションキャラクターデザイン：島崎克実
- メカニックデザイン：阿部邦博・カトキハジメ
- 美術監督：佐藤勝
- 撮影監督：中条豊光
- 音響監督：渡辺淳
- 音楽：有澤孝紀
- アニメーション制作：アニメイトフィルム
- 製作：東宝、キングレコード、ムービック

#### 銀河お嬢様伝説ユナ〜深淵のフェアリィ〜
スタッフ
- 原作・キャラクターデザイン：明貴美加（レッドカンパニー）
- 企画：レッドカンパニー
- 監督：新房昭之
- 協力：ハドソン
- ストーリーエディター：あかほりさとる
- 脚本：植竹須美男
- 総作画監督:大木良一
- アニメーションキャラクターデザイン：島崎克実
- メカニックデザイン：阿部邦博・カトキハジメ
- 美術監督：佐藤勝
- 撮影監督：中条豊光
- 音響監督：渡辺淳
- 音楽：有澤孝紀
- オープニングアニメーション
  - 作画監督：石浜真史
  - 原画：松竹徳幸・ゴトウマサユキ・亀井幹太・古賀誠・高木潤・田中孝弘

- エンディングアニメーション：明貴美加
- アニメーション制作：アニメイトフィルム
- 製作：東宝、キングレコード、ムービック

### 主題歌
映像視覚媒体（ゲーム及びOVA）について記述する。

#### オープニングテーマ
銀河お嬢様伝説ユナ
「Dream Girl」
作詞：広井王子 / 作曲：Chamy / 編曲：Chamy / 歌：横山智佐

銀河お嬢様伝説ユナ2　永遠のプリンセス
「Funny Funny Little Girl」
作詞：木本慶子 / 作曲・編曲：有澤孝紀 / 歌：横山智佐

銀河お嬢様伝説ユナ〜哀しみのセイレーン〜
「Funny Funny Little Girl」
作詞：木本慶子 / 作曲・編曲：有澤孝紀 / 歌：横山智佐

銀河お嬢様伝説ユナ〜深淵のフェアリィ〜
「LIGHTNING HEART!」
作詞：木本慶子 / 作曲：有澤孝紀 / 編曲：大森俊之 / 歌：横山智佐
銀河お嬢様伝説ユナ3 LIGHTNING ANGEL
「微笑みは心に架ける虹」
歌：横山智佐 / 作詞：木本慶子 / 作曲：有澤孝紀 / 編曲：外山和彦、梶亮

#### エンディングテーマ
銀河お嬢様伝説ユナ
「Show Me」
作詞：広井王子 / 作曲・編曲：Chamy / 歌：横山智佐

銀河お嬢様伝説ユナ2　永遠のプリンセス
「GO! GO!」
作詞：KEI'S K / 作曲・編曲：T.ARISAWATZ / 歌：横山智佐、冬馬由美、高橋美紀

銀河お嬢様伝説ユナ〜哀しみのセイレーン〜
「月影におやすみ」
作詞：木本慶子 / 作曲・編曲：有澤孝紀 / 歌：横山智佐

銀河お嬢様伝説ユナ〜深淵のフェアリィ〜
「おでかけしましょうよ!」 (Vol.1 - 2)
作詞：木本慶子 / 作曲：有澤孝紀 / 編曲：大森俊之 / 歌：高橋美紀
「月影におやすみ(Fairy version)」 (Vol.3)
作詞：木本慶子 / 作曲・編曲：有澤孝紀 / 歌：横山智佐・高橋美紀・冬馬由美・こおろぎさとみ・矢島晶子

#### 挿入歌
銀河お嬢様伝説ユナ
「P.S. I LOVE YOU」
作詞：石田美紀 / 作曲：小路隆 / 編曲：土方隆行 / 歌：ピンクサファイア（マイカルハミングバード）

銀河お嬢様伝説ユナ2　永遠のプリンセス
「ごめんね」
作詞：広井王子 / 作曲・編曲：T.ARISAWATZ / 歌：横山智佐

銀河お嬢様伝説ユナ〜深闇のフェアリィ〜
「Simply My Heart」
作詞：木本慶子 / 作曲・編曲：有澤孝紀 / 歌：横山智佐、冬馬由美

銀河お嬢様伝説ユナ REMIX
「お月様とダンス」
作詞：広井王子 / 作曲・編曲：有澤孝紀 / 歌：横山智佐

## その他のメディアの作品

### 音楽CD
- 「Funny Funny Little Girl」（シングルCD、1995年8月4日）
- 「LIGHTNING HEART!」（シングルCD、1996年11月21日）
- 「銀河お嬢様伝説ユナ みゅーじっくうえいぶ OVA&サウンドトラックス」（アルバム、1995年11月3日）
- 「銀河お嬢様伝説ユナ みゅーじっくうえいぶ 2」（アルバム、1997年4月9日）
- 「銀河お嬢様伝説ユナ みゅーじっくうえいぶ 3」（アルバム、1998年8月21日）

### ドラマCD
- 銀河お嬢様伝説ユナ <<大熱湯編>> 「春だ!宇宙だ!温泉だ!?」（ドラマCD、1994年3月5日）
- 銀河お嬢様伝説ユナ 永遠のプリンセス「ユナの一番長い日」（ドラマCD、1994年11月3日）
- 銀河お嬢様伝説ユナ GALAXY WAVE SEGMENT.1 「愛とさすらいの聖少女」（ドラマCD、1995年6月7日）
- 銀河お嬢様伝説ユナ GALAXY WAVE SEGMENT.2 「君は…芸人のように生きられるか!?」（ドラマCD、1995年9月6日）
- 銀河お嬢様伝説ユナ GALAXY WAVE SEGMENT.3 「パラレル放浪!?ビーコンを探せ」（ドラマCD、1996年1月6日）
- 銀河お嬢様伝説ユナ GALAXY WAVE '96 「秋だ!おイモだ!遠足だ!」（ドラマCD、1996年10月2日）

### ラジオサウンドトラック
- 「銀河お嬢様電波ユナラジオ」(1)〜ユナとユーリィ編（ラジオサウンドトラック、1998年7月24日）
- 「銀河お嬢様電波ユナラジオ」(2)〜ユナとリア編（ラジオサウンドトラック、1998年9月23日）
- 「銀河お嬢様電波ユナラジオ」(3)〜ユナとユーリィとリア編（ラジオサウンドトラック、1998年12月23日）

| 文化放送 日曜25:30-26:00                                                                                     | 文化放送 日曜25:30-26:00                           | 文化放送 日曜25:30-26:00                                                                                       |
| 前番組 | 番組名                                             | 次番組 |
| --- | -------------------------------------------------- | --- |
| - | 銀河お嬢様電波ユナラジオ （1997年4月 - 1997年9月） | 尾崎・ターザンのロボタッグ!! （1997年10月 - 1998年3月）                                                        |
| 文化放送 土曜22:30-23:00                                                                                     |                                                    | |
| 古本新之輔の俺がネクストキング （1997年4月-1997年10月） 初回のみナイターのため 放送時間を18:20 - 18:50に変更 | 銀河お嬢様電波ユナラジオ （1997年10月-1998年3月）  | 佐竹・林原の無法塾 （1998年4月-1998年9月）                                                                     |
| 文化放送 金曜25:00-25:30                                                                                     |                                                    | |
| 聖ルミナス女学院 （1997年4月-1998年3月）                                                                     | 銀河お嬢様電波ユナラジオ （1998年4月-1998年6月）   | HUDSON PRESENTS レディオ・ブルー （1998年7月） ↓ Dreamcastアワー 北へ。White Illumination （1998年8月 - 10月） |

### ガレージキット
- 『銀河お嬢様伝説ユナ』シリーズ（海洋堂フィギュア）
  - 神楽坂優奈1・2、ユーリィ・キューブ、弓岡かえで、ハイスピード・セリカなど
- 『銀河お嬢様伝説ユナ』シリーズ(ツクダホビー)
  - 神楽坂優奈、ユーリィ・キューブ等
- 『銀河お嬢様伝説ユナ』シリーズ(我道軒)
  - 神楽坂優奈
- その他のガレージキットディーラーからも多数リリース

### 書籍
- お嬢様通信DX GALAXY FRAULEIN YUNA 2D & 3D WORLD
- 銀河お嬢様伝説ユナ 公式設定資料集完全版
- 銀河お嬢様伝説ユナ on animation 哀しみのセイレーン Official guide mook

### 小説
- 銀河お嬢様伝説ユナ 哀しみのセイレーン（野呂昌史：著、明貴美加・レッドカンパニー：原作、1995年10月）
電撃文庫から発売。前述の同名OVAを小説化したもの。

### コミック
- 『月刊電撃コミックガオ!』の1998年7月号より連載開始。いいづみ蜜作（原案：明貴美加）。

### トレーディングカード
- 『銀河お嬢様伝説ユナ トレーディングカードコレクション』（天田印刷加工）

## 裏技集
キー表記はデフォルトの場合。なお、オプションでキー配置の変更をしている場合は正常に機能する保証がない。

### 機種相互対応
相互対応の場合、オリジナルの機械の持たないキーの代替キーが存在する。代替キーに関しては詳細にて明記する。
【『1』の裏技】
バトル中にハイパー化（概要）
1バトル中一回のみだが最強のパワーで攻撃する「ハイパー化」が出来る。
【『2』の裏技】
デバッグモード（概要）
このモードでは「ステージ選択」と「バトルモードの制御」が出来る。
バトルモードの制御で可能なのは、方向キーで「相手のカードを選ぶ」、SELECT+方向キー/特定キーの同時押しで「自身/相手の有利不利を自由に出来る」の二種類。SELECT+上の時は「相手カード透視」、SELECT+下の時は「体力回復」、SELECT+左/右の時は「ごきげんメーターの十字キー方向への移動」、SELECT+特定キーの時は「自身/相手のカード種類統一」が可能。
【『3』の裏技】
ツッコミシステム（概要）
バトルであと一撃でとどめを刺せるまで弱体化させたら、止めの攻撃を外して失敗させる。キャラの上に「MISS」の文字が表示されたら特定のキーを入力すると、止めをミスったユニットの脳天に金盥がクリーンヒットする。
ファンレターが来てるよ
スラブ系のお嬢様（アレフチーナ/ルミナーエフ）のどちらかがユニットに加わった時点から機械化惑星に行く前までの間のうちに一度地球に戻り、更に一度自宅に帰ると、奈緒子ママがユーザからのファンレターを渡してくれる。なお、このファンレターはデータとして内蔵されているものからランダムに選択されるので、特定のファンレターが表示されるわけではない。
お宝の隠し部屋
閉逆の間をクリアしたら入る転送装置を、青→紫→青の順に転送してもらうと、「お宝の部屋」に行ける。

### PCエンジン対応
【『無印』の裏技】
隠し画面
旧CD-ROM2でVer.3.0未満のシステムカードで起動したり、バックアップメモリーの空き容量が不足、もしくは未初期化の状態で本作をプレイしようとすると警告メッセージ（警告文とユナの声）と共にユナがリアの人形を突く隠し画面が現れる。
ハイパー化詳細
攻撃中にI+IIキーの同時押しで可能。ただしタイミングは非常にシビア。
【『EP』の裏技】
隠し画面
旧CD-ROM2で、Ver.3.0未満のシステムカードで起動し本作をプレイしようとすると、警告メッセージ（ユーリィの声）と共に水色の背景にユーリィが登場する隠し画面が現れる。
デバッグモード詳細
入力するキーはタイトル画面で上+下+右+左+I+II+上+下+右+左+I+II+RUNキーで【デバッグモード】表示を出し、I/IIキーで一度タイトルに戻りそこでRUNキーを入力するとデバッグモードのステージ&シーン選択画面になる。ステージ選択後はバトルモード場面を選択した場合、SELECT+I/IIで自身/相手のカード種類統一。方向キーは対応した行動がキャラにより設定されたものになる。SELECT+方向キーは前述の通り。

### PC-FX対応
【『FX』の裏技】
スピードチート
タイトル画面でSELECT+III+IVを同時入力したまま、Iキーを押してそのままでゲームを始める。カードは昇順に配られるのでまず負けない。
神経衰弱チート
攻守選択画面で左＋SELECT+II+Vキーを同時入力する。左上からカードがきちんと並んで置かれる。右＋SELECT+II+Vキーなら正解ペアが光る。
ブロマイドパズルチート&アニメーション
難易度EASYかNORMALで残り時間3分以上で一枚もピースを並べずに手付かずにいる時、上＋SELECT+IVキーの同時入力で自動的にあと一枚で完成までに。また、下＋SELECT+IVキーならピースがアニメーションピースになる。
デメキン号無敵/自爆
デメキン号ゲームプレイ中にポーズを掛けてから、SELECT→上→下→右→左→I→II→RUNの順に入力する。始めは自機が無敵になるが、もう一度入れると今度は自機が自爆する。
ミニゲーム鬼難易度化

QUIZ銀嬢伝超級が選択可能になるまで進め、デメキン号ゲームがプレイ可能になるまで進める。EASYモードでゲームを始め、ミニゲームのタイトル画面で上＋I＋II＋IIIキーを同時入力すると、ミニゲームが非常に難しくなる。
ハイパーユナキャノン
ユナ命中ゲームで、おむすび4つ以上持った状態でI+IVを押し続けて溜め、ユーリィが4回転したら一気に離す。

### セガサターン対応
【『REMIX』の裏技】
Zハイパー化詳細
攻撃時にZキー同時押しでハイパー化可能。なお、無印よりは成功率が上がっている。
スペシャルモード（要・SBOM JOYCARD）
SBOM JOYCARDを1Pコネクタにつなぎ、ゲームを起動したら、オプション画面でJOYCARDのSLOWスイッチをHu-ポジションに1秒以上置き、それからNORMALポジションに1秒以上置く。効果音が鳴ればおまけのスペシャルなモードが利用可能になる。
【『LA』の裏技】
Zツッコミシステム詳細
ツッコミを掛けるキーはZキーを入力する。

### プレイステーション対応
【『FE』の裏技】
ツッコミシステム詳細
ツッコミを掛けるキーは△キーを入力する。
エンディングが変化

ユナのレベル<=29|戦闘評価A=>25|ポリリーナスナックのおまけカード枚数<=29でエンディングにメッセージが追加される。なお全ての条件で&&の時は更に別のメッセージが。

### PSP対応
【『嬢コレ』の裏技】
デバッグモード詳細
入力する代替キーはI/II/RUNキーの代わりに○/×/STARTキーを用いる。